# Lista de episódios de Running Man
Running Man (hangul: 런닝 맨) é um programa de variedades sul-coreano, que fez parte do Good Sunday da emissora SBS até março de 2017, quando passou a ser um programa de exibição individual. O programa estreou em 11 de julho de 2010 e é uma espécie de game show, onde o elenco principal e convidados completam missões individuais ou em grupo, com o objetivo de vencer a corrida.
Até 20 de janeiro de 2019, 434 episódios foram ao ar.

## Visão geral
| Ano | Ano  | Episódios | Exibição original    | Exibição original      |
| Ano | Ano  | Episódios | Primeira exibição    | Última exibição        |
| --- | ---- | --------- | -------------------- | ---------------------- |
|     | 2010 | 23        | 11 de julho de 2010  | 26 de dezembro de 2010 |
|     | 2011 | 51        | 2 de janeiro de 2011 | 25 de dezembro de 2011 |
|     | 2012 | 52        | 1 de janeiro de 2012 | 30 de dezembro de 2012 |
|     | 2013 | 52        | 6 de janeiro de 2013 | 29 de dezembro de 2013 |
|     | 2014 | 49        | 5 de janeiro de 2014 | 28 de dezembro de 2014 |
|     | 2015 | 52        | 4 de janeiro de 2015 | 27 de dezembro de 2015 |
|     | 2016 | 52        | 3 de janeiro de 2016 | 25 de dezembro de 2016 |
|     | 2017 | 52        | 1 de janeiro de 2017 | 31 de dezembro de 2017 |
|     | 2018 | 49        | 7 de janeiro de 2018 | 30 de dezembro de 2018 |
|     | 2019 | 51        | 6 de janeiro de 2019 | 29 de dezembro de 2019 |
|     | 2020 | -         | 5 de janeiro de 2020 | a ser anunciado        |

## Episódios

### 2010
| Episódio | Data de Transmissão    | Convidado(s)                                                   | Missão                                   |
| -------- | ---------------------- | -------------------------------------------------------------- | ---------------------------------------- |
| 1        | 11 de julho de 2010    | Hwang Jung-eum e Lee Hyori                                     | Encontrar o código secreto               |
| 2        | 18 de julho de 2010    | Goo Hara (Kara), Lee Chun-hee e Song Ji-hyo                    | Encontrar os porcos de ouro com dinheiro |
| 3        | 25 de julho de 2010    | Goo Hara (Kara), Lee Chun-hee e Song Ji-hyo                    | Encontrar os porcos de ouro com dinheiro |
| 4        | 01 de agosto de 2010   | Jessica Jung (Girls' Generation), Nichkhun (2PM) e Song Ji-hyo | Encontrar os porcos de ouro com dinheiro |
| 5        | 08 de agosto de 2010   | Jessica Jung (Girls' Generation), Nichkhun (2PM) e Song Ji-hyo | Encontrar os porcos de ouro com dinheiro |
| 6        | 15 de agosto de 2010   | Kim Shin-young, SE7EN e Son Dam-bi                             | Ganhar Running Balls (times)             |
| 7        | 22 de agosto de 2010   | Hahm Eun-jung (T-ARA), Jo Kwon (2AM) e Yong-hwa (CNBLUE)       | Ganhar Running Balls (times)             |
| 8        | 29 de agosto de 2010   | Lee Joon (MBLAQ), Park Jun-gyu e Victoria (f(x))               | Ganhar Running Balls (times)             |
| 9        | 05 de setembro de 2010 | Lee Hong-ki (F.T. Island), Kim Soo-ro e Shin Bong-sun          | Ganhar Running Balls (times)             |
| 10       | 12 de setembro de 2010 | Cha Tae-hyun e Yoon Se-ah                                      | Ganhar Running Balls (times)             |
| 11       | 19 de setembro de 2010 | Yong-hwa (CNBLUE) e Kim Je-dong                                | Ganhar Running Balls (individual)        |
| 12       | 26 de setembro de 2010 | Sem Convidados                                                 | Ganhar Running Balls (individual)        |
| 13       | 03 de outubro de 2010  | Jang Dong-min e Lizzy (After School)                           | Ganhar Running Balls (individual)        |
| 14       | 17 de outubro de 2010  | Lizzy (After School)                                           | Ganhar Running Balls (individual)        |
| 15       | 24 de outubro de 2010  | Kim Kwang-kyu e Tony Ahn (H.O.T)                               | Ganhar Running Balls (individual)        |
| 16       | 31 de outubro de 2010  | Yuri (Girls' Generation)                                       | Ganhar Running Balls (individual)        |
| 17       | 07 de novembro de 2010 | Yong-hwa (CNBLUE) e Ko Joo-won                                 | Ganhar Running Balls (individual)        |
| 18       | 21 de novembro de 2010 | Sem convidados                                                 | Ganhar Running Balls (individual)        |
| 19       | 28 de novembro de 2010 | Nichkhun (2PM)                                                 | Ganhar Running Balls                     |
| 20       | 05 de dezembro de 2010 | Kim Hee-chul (Super Junior)                                    | Ganhar Running Balls                     |
| 21       | 12 de dezembro de 2010 | Kim Je-dong                                                    | Ganhar Running Balls                     |
| 22       | 19 de dezembro de 2010 | Choi Si-won (Super Junior) e Kim Min-jong                      | Ganhar Running Balls                     |
| 23       | 26 de dezembro de 2010 | Shim Hyung-rae                                                 | Ganhar Running Balls                     |

### 2011
| Episódio | Data de Transmissão     | Convidado(s)                                                                                       | Missão                                |
| -------- | ----------------------- | -------------------------------------------------------------------------------------------------- | ------------------------------------- |
| 24       | 02 de janeiro de 2011   | Lee Kyung-shil e Song Eun-yi                                                                       | Ganhar Running Balls                  |
| 25       | 09 de janeiro de 2011   | Park Bo-young                                                                                      | Ganhar Running Balls                  |
| 26       | 16 de janeiro de 2011   | Jung Jin-young e Lee Moon-sik                                                                      | Ganhar Running Balls                  |
| 27       | 23 de janeiro de 2011   | Max Changmin e U-Know Yunho (TVXQ)                                                                 | Ganhar Running Balls                  |
| 28       | 30 de janeiro de 2011   | Kim Byung-man                                                                                      | Ganhar Running Balls                  |
| 29       | 06 de fevereiro de 2011 | Sem Convidados                                                                                     | Ganhar Running Balls                  |
| 30       | 13 de fevereiro de 2011 | Seungri (BIGBANG)                                                                                  | Ganhar Running Balls                  |
| 31       | 20 de fevereiro de 2011 | Hyun Young                                                                                         | Ganhar Running Balls                  |
| 32       | 27 de fevereiro de 2011 | Kim Kwang-kyu e Tony Ahn (H.O.T)                                                                   | Ganhar Running Balls                  |
| 33       | 06 de março de 2011     | Oh Ji-ho                                                                                           | Ganhar Running Balls                  |
| 34       | 13 de março de 2011     | Park Jun-gyu e Uee (After School)                                                                  | Ganhar Running Balls                  |
| 35       | 20 de março de 2011     | Daesung (BIGBANG) e Yong-hwa (CNBLUE)                                                              | Ganhar Running Balls                  |
| 36       | 27 de março de 2011     | Daesung (BIGBANG) e Yong-hwa (CNBLUE)                                                              | Ganhar Running Balls                  |
| 37       | 03 de abril de 2011     | Park Ye-jin                                                                                        | Ganhar Running Balls                  |
| 38       | 10 de abril de 2011     | Sem Convidados                                                                                     | Ganhar Running Balls                  |
| 39       | 17 de abril de 2011     | Sunny e Yoona (Girls' Generation)                                                                  | Ganhar Running Balls                  |
| 40       | 24 de abril de 2011     | Nichkhun e Taecyeon (2PM)                                                                          | Ganhar Running Balls                  |
| 41       | 01 de maio de 2011      | Lee Sun-kyun e Park Joong-hoon                                                                     | Ganhar Running Balls                  |
| 42       | 08 de maio de 2011      | Sem Convidados                                                                                     | Vencer os outros membros              |
| 43       | 15 de maio de 2011      | IU e Shin Bong-sun                                                                                 | Ganhar Running Balls                  |
| 44       | 22 de maio de 2011      | Jang Hyuk                                                                                          | Ganhar Running Balls                  |
| 45       | 29 de maio de 2011      | Jang Hyuk                                                                                          | Ganhar Running Balls                  |
| 46       | 05 de junho de 2011     | Kim Hyun-joong (SS501)                                                                             | Ganhar Running Balls                  |
| 47       | 12 de junho de 2011     | Kim Hyun-joong (SS501)                                                                             | Ganhar Running Balls                  |
| 48       | 19 de junho de 2011     | Sem Convidados                                                                                     | Vencer os outros membros              |
| 49       | 26 de junho de 2011     | Goo Ha-ra (Kara) e Noh Sa-yeon                                                                     | Vencer os outros times                |
| 50       | 03 de julho de 2011     | Kim Min-jung e Nichkhun (2PM)                                                                      | Ganhar mais dinheiro                  |
| 51       | 10 de julho de 2011     | Kim Min-jung e Nichkhun (2PM)                                                                      | Achar o culpado                       |
| 52       | 17 de julho de 2011     | Choi Min-soo e Yoon So-yi                                                                          | Achar a coroa de ouro                 |
| 53       | 24 de julho de 2011     | Choi Min-soo e Yoon So-yi                                                                          | Vencer os outros times                |
| 54       | 31 de julho de 2011     | Choi Kang-hee e Park Ji Sung                                                                       | Vencer os outros times                |
| 55       | 07 de agosto de 2011    | Ji-yeon (T-ARA), Luna e Sulli (f(x)) e Suzy (miss A)                                               | Vencer os outros times                |
| 56       | 14 de agosto de 2011    | Ahn Mun-sook, Kim Sook, Shin Bong-sun e Yang Jung-ah                                               | Vencer os outros times                |
| 57       | 21 de agosto de 2011    | Cha Tae-hyun e Shin Se-kyung                                                                       | Completar a missão dada pelo produtor |
| 58       | 28 de agosto de 2011    | Cha Tae-hyun e Shin Se-kyung                                                                       | Vencer os outros membros              |
| 59       | 04 de setembro de 2011  | Choiza e Gaeko (Dynamic Duo), Simon Dominic (Supreme Team), Tiger JK (Drunken Tiger) e Yoon Mi-rae | Vencer os outros times                |
| 60       | 11 de setembro de 2011  | Sem convidados                                                                                     | Enganar Gary                          |
| 61       | 18 de setembro de 2011  | Kang Jiyoung (Kara), Kim Ju-hyuk e Lee Yeon-hee                                                    | Ganhar prêmio em dinheiro             |
| 62       | 25 de setembro de 2011  | Kang Jiyoung (Kara), Kim Ju-hyuk e Lee Yeon-hee                                                    | Achar a coroa                         |
| 63       | 02 de outubro de 2011   | Hyoyeon, Jessica, Seohyun, Taeyeon, Yoona e Yuri (Girls' Generation)                               | Completar a missão dada pelo produtor |
| 64       | 09 de outubro de 2011   | Hyoyeon, Jessica, Seohyun, Taeyeon, Yoona e Yuri (Girls' Generation)                               | Vencer os outros times                |
| 65       | 23 de outubro de 2011   | Kim Ju-hyuk, Kim Sun-ah e Song Joong-ki                                                            | Vencer os outros times                |
| 66       | 30 de outubro de 2011   | Kim Ju-hyuk, Kim Sun-ah e Song Joong-ki                                                            | Completar a missão dada pelo produtor |
| 67       | 06 de novembro de 2011  | Kim Soo-ro e Park Ye-jin                                                                           | Vencer os outros times                |
| 68       | 13 de novembro de 2011  | Kim Soo-ro e Park Ye-jin                                                                           | Vencer os outros times                |
| 69       | 20 de novembro de 2011  | Choi Min-soo                                                                                       | Salvar os membros e fugir             |
| 70       | 27 de novembro de 2011  | Lee Min-ki, Park Chul-min e Son Ye-jin                                                             | Eliminar os espiões                   |
| 71       | 04 de dezembro de 2011  | Jo Hye-ryun e Oh Yeon-su                                                                           | Ganhar as moedas                      |
| 72       | 11 de dezembro de 2011  | Yong-hwa (CNBLUE) e Lee Min-jung                                                                   | Resolver a lenda dos nove dragões     |
| 73       | 18 de dezembro de 2011  | Yong-hwa (CNBLUE) e Lee Min-jung                                                                   | Resolver a lenda dos nove dragões     |
| 74       | 25 de dezembro de 2011  | Sem Convidados                                                                                     | Vencer os outros membros              |

### 2012
| Episódio | Data de transmissão     | Convidado(s) | Missão                                                                                        |
| -------- | ----------------------- | --- | --------------------------------------------------------------------------------------------- |
| 75       | 01 de janeiro de 2012   | Choi Si-won (Super Junior), Hyolyn (Sistar), Minho (Shinee), Sohee (Wonder Girls) e Sulli (f(x))                                             | Solucionar o número 1                                                                         |
| 76       | 08 de janeiro de 2012   | Ji Jin-hee, Joo Sang-wook, Kim Sung-soo, Lee Chun-hee e IU                                                                                   | Encontrar os quatro computadores corretos                                                     |
| 77       | 15 de janeiro de 2012   | Ji Jin-hee, Joo Sang-wook, Kim Sung-soo, Lee Chun-hee e IU                                                                                   | Encontrar e pegar números para um bingo                                                       |
| 78       | 22 de janeiro de 2012   | Hong Soo-hyun e Lee Beom-soo | Encontrar as partes do selo real                                                              |
| 79       | 29 de janeiro de 2012   | Kim Je-dong e Yoon Do-hyun | Eliminar o culpado                                                                            |
| 80       | 05 de fevereiro de 2012 | Go Ara, Hyomin (T-ara) e Im Soo-hyang | Vencer o outro time                                                                           |
| 81       | 12 de fevereiro de 2012 | Sem convidados | Encontrar e saudar a mochila de Gary                                                          |
| 82       | 19 de fevereiro de 2012 | Lee Da-hae e Oh Ji-ho | Vencer o outro time                                                                           |
| 83       | 26 de fevereiro de 2012 | Lee Da-hae e Oh Ji-ho | Obter o pacote real                                                                           |
| 84       | 04 de março de 2012     | Daesung, G-Dragon, Seungri, Taeyang e T.O.P (BIGBANG)                                                                                        | Vencer o outro time                                                                           |
| 85       | 11 de março de 2012     | Daesung, G-Dragon, Seungri, Taeyang e T.O.P (BIGBANG)                                                                                        | Vencer o outro time                                                                           |
| 86       | 18 de março de 2012     | Gaeko (Dynamic Duo) e Ha Ji-won | Vencer os outros times                                                                        |
| 87       | 25 de março de 2012     | Han Ga-in | Vencer os outros membros                                                                      |
| 88       | 01 de abril de 2012     | BoA e Jung Jae-hyung | Resolver o código Running Man                                                                 |
| 89       | 08 de abril de 2012     | BoA e Jung Jae-hyung | Encontrar a chave para deixar o País das Maravilhas                                           |
| 90       | 15 de abril de 2012     | Lee Deok-hwa, Park Jun-gyu e Park Sang-myun                                                                                                  | Ganhar equipamentos de pesca e pescar o maior peixe                                           |
| 91       | 22 de abril de 2012     | Sem convidados | Escapar da prisão                                                                             |
| 92       | 29 de abril de 2012     | Chun Jung-myung e Jinyoung | Vencer os outros times                                                                        |
| 93       | 06 de maio de 2012      | Han Seung-yeon, Park Gyuri (Kara), Hyuna (4Minute), Krystal (f(x)) e Suzy (miss A)                                                           | Vencer os outros membros                                                                      |
| 94       | 13 de maio de 2012      | Han Seung-yeon, Park Gyuri (Kara), Hyuna (4Minute), Krystal (f(x)) e Suzy (miss A)                                                           | Vencer os outros times                                                                        |
| 95       | 20 de maio de 2012      | Park Ji-sung e IU | Vencer os outros membros                                                                      |
| 96       | 27 de maio de 2012      | Park Ji-sung e IU | Vencer o outro time                                                                           |
| 97       | 03 de junho de 2012     | Park Ji-sung e IU | Vencer os outros membros                                                                      |
| 98       | 10 de junho de 2012     | Sem convidados | Eliminar os zumbis                                                                            |
| 99       | 17 de junho de 2012     | Im Ho e Lee Tae-gon | Vencer os outros times                                                                        |
| 100      | 24 de junho de 2012     | Kim Hee-sun | Vencer os outros membros                                                                      |
| 101      | 01 de julho de 2012     | Kim Bum-soo, Yoon Do-hyun e Yoon Jong-shin                                                                                                   | Encontrar o ouro real                                                                         |
| 102      | 08 de julho de 2012     | Kim Soo-hyun | Encontrar o ouro real                                                                         |
| 103      | 15 de julho de 2012     | Noh Sa-yeon, Shin Se-kyung e Yoo Jun-sang | Eliminar a besta                                                                              |
| 104      | 22 de julho de 2012     | Eunhyuk (Super Junior), Ham Eun-jeong (T-ara), Jung Yong-hwa (CNBLUE), Lee Joon (MBLAQ),Nichkhun (2PM), Siwan (ZE:A) e Yoon Doo-joon (Beast) | Vencer o outro time                                                                           |
| 105      | 05 de agosto de 2012    | Han Ji-min e Kim Je-dong | Vencer o outro time                                                                           |
| 106      | 12 de agosto de 2012    | Han Ji-min e Kim Je-dong | Encontrar o verdadeiro amor de Han Ji-min                                                     |
| 107      | 19 de agosto de 2012    | Gaeko (Dynamic Duo), Jang Shin-young e Kim Sang-joong                                                                                        | Obter o crachá de ouro                                                                        |
| 108      | 26 de agosto de 2012    | Gong Hyo-jin e Lee Joon (MBLAQ) | Vencer o outro time                                                                           |
| 109      | 02 de setembro de 2012  | Park Tae-hwan e Son Yeon-jae | Vencer os outros times                                                                        |
| 110      | 09 de setembro de 2012  | Park Tae-hwan e Son Yeon-jae | Vencer os outros times                                                                        |
| 110      | 09 de setembro de 2012  | Park Tae-hwan e Son Yeon-jae | Vencer os outros membros                                                                      |
| 111      | 16 de setembro de 2012  | Go Chang-suk, Im Ha-ryong, Lee Jong-won, Shin Jung-geun, Son Byong-ho e Taeyeon (Girls' Generation)                                          | Encontrar o báu de tesouro                                                                    |
| 112      | 23 de setembro de 2012  | Go Chang-suk, Im Ha-ryong, Lee Jong-won, Shin Jung-geun, Son Byong-ho e Taeyeon (Girls' Generation)                                          | Vencer os outros times                                                                        |
| 113      | 30 de setembro de 2012  | Jeon Mi-seon, Yoo Hae-jin e Yum Jung-ah | Vencer o absoluto ddakji                                                                      |
| 114      | 07 de outubro de 2012   | Moon Geun-young, Changmin, U-Know Yunho (TVXQ)                                                                                               | Encontrar o X-Man                                                                             |
| 115      | 14 de outubro de 2012   | Moon Geun-young, Changmin, U-Know Yunho (TVXQ)                                                                                               | Vencer o outro time                                                                           |
| 116      | 21 de outubro de 2012   | Ji Jin-hee, Ji Sung, Song Chang-eui, Suzy (miss A) e Yubin (Wonder Girls)                                                                    | Vencer os outros membros                                                                      |
| 117      | 28 de outubro de 2012   | Ji Jin-hee, Ji Sung, Song Chang-eui, Suzy (miss A) e Yubin (Wonder Girls)                                                                    | Resolver o enigma e vencer o pedra-papel-tesoura                                              |
| 118      | 04 de novembro de 2012  | Choi Min-soo | Coletar todos os seis pedaços da etiqueta com nome de Choi Min-soo e colocá-lo em suas costas |
| 119      | 11 de novembro de 2012  | Choo Shin-soo, Jin Se-yeon e Ryu Hyun-jin | Vencer o Superpowers Baseball                                                                 |
| 120      | 18 de novembro de 2012  | Lee Seung-gi e Park Shin-hye | Vencer os outros times                                                                        |
| 121      | 25 de novembro de 2012  | Lee Seung-gi e Park Shin-hye | Evitar a explosão e eliminar os vilões                                                        |
| 122      | 02 de dezembro de 2012  | Goo Ha-ra (Kara), Jung Won-gwan, Kim Tae-hyung, Lee Sang-won (Sobangcha), Kang Susie, Kim Wan-sun e Park Nam-jung                            | Ter mais bolas de gude no círculo                                                             |
| 123      | 09 de dezembro de 2012  | Go Soo e Han Hyo-joo | Fazer o melhor kimchi                                                                         |
| 124      | 16 de dezembro de 2012  | Go Soo e Han Hyo-joo | Vencer os outros membros                                                                      |
| 125      | 23 de dezembro de 2012  | Jung Hyung-don, Juvie Train (Buga Kingz), Park Sang-myun, Ryu Dam e Shindong (Super Junior)                                                  | Vencer os outros times                                                                        |
| 126      | 30 de dezembro de 2012  | Choi Ji-woo | Enganar Choi Ji-woo                                                                           |

### 2013
| Episódio | Data de transmissão     | Convidado(s) | Missão |
| -------- | ----------------------- | --- | --- |
| 127      | 6 de janeiro de 2013    | Choi Ji-woo, Jung Yong-hwa, Lee Jong-hyun (CNBLUE), Kikwang (Beast) e Simon Dominic (Supreme Team)                                                                                              | Eliminar/Proteger a cobra |
| 128      | 13 de janeiro de 2013   | Park Shin-yang e Uhm Ji-won | Proteja o seu bônus |
| 129      | 20 de janeiro de 2013   | Jung Yong-hwa, Lee Jong-hyun (CNBLUE), Kwang-hee (ZE:A), L (Infinite), Lee Joon (MBLAQ), Minho (Shinee) e Sulli (f(x))                                                                          | Vencer o outro time |
| 130      | 27 de janeiro de 2013   | Sem convidados | Encontrar o último membro sobrevivente de 1938 e a arca do tesouro                                                                                                |
| 131      | 3 de fevereiro de 2013  | Choo Sung-hoon e Lee Si-young | Vencer os outros times ddakji |
| 132      | 10 de fevereiro de 2013 | Hwang Jung-min, Hyuna (4Minute) e Park Sung-woong | Entregar as sete maletas ao chefe |
| 133      | 17 de fevereiro de 2013 | Han Hye-jin e Lee Dong-wook | Vencer os outros times |
| 134      | 24 de fevereiro de 2013 | Han Hye-jin e Lee Dong-wook | Vencer os outros times |
| 135      | 3 de março de 2013      | Choi Si-won (Super Junior) e Jackie Chan | Jogar um dardo na zona dourada |
| 136      | 1o de março de 2013     | Han Hye-jin e Lee Dong-wook | Vencer os outros membros |
| 137      | 17 de março de 2013     | Noh Sa-yeon, Uee (After School) e participação especial da atriz infantil Park Min-ha | Vencer as outras princesas |
| 138      | 24 de março de 2013     | Kim Soo-ro, Kim Woo-bin, Lee Jong-hyun (CNBLUE), Lee Jong-suk e Min Hyo-rin | Ganhar o controle da bandeira da escola |
| 139      | 31 de março de 2013     | Go Ara e Lee Yeon-hee | Encontrar os verdadeiros irmãos |
| 140      | 7 de abril de 2013      | Sem convidados | Encontrar a vacina da risada para salvar o mundo Missão de Yoo-mes Bond: Eliminar o culpado e Missão do culpado: Eliminar todos os membros e auxiliar Yoo Jae-suk |
| 141      | 14 de abril de 2013     | Eun Ji-won e Jessica (Girls' Generation) | Vencer os outros membros |
| 142      | 21 de abril de 2013     | Lee Bo-young e Lee Sang-yoon | Permanecer vivo dentro do tempo estipulado |
| 143      | 28 de abril de 2013     | Kim In-kwon, Lee Kyung-kyu e Ryu Hyun-kyung | Receber a maior pontuação no "Karaokê dos superpoderes" |
| 144      | 5 de maio de 2013       | Cha In-pyo, Ricky Kim e Seo Jang-hoon | Vencer os outros times ddakji |
| 145      | 12 de maio de 2013      | Jeon Hye-bin, Jung Jin-woon (2AM), Kim Byung-man, Noh Woo-jin e Park Jung-chul | Vencer o outro time |
| 146      | 19 de maio de 2013      | Kim Sang-kyung e Uhm Jung-hwa | Pegar os Traitors Club |
| 147      | 26 de maio de 2013      | Kim Soo-hyun e Lee Hyun-woo | Ganhar no cabo de guerra |
| 148      | 2 de junho de 2013      | Jeong Jun-ha e So Yi-hyun | Completar o dominó |
| 149      | 9 de junho de 2013      | Kim Soo-mi, Kim Sook, Kwon Ri-se (Ladies' Code), Park So-hyun e Song Eun-yi | Ganhar nove caudas para se tornar um Gumiho |
| 150      | 16 de junho de 2013     | Chansung, Taecyeon (2PM), Choo Sung-hoon e Jung Doo-hong | Vencer os outros membros |
| 151      | 23 de junho de 2013     | Han Hyo-joo, Jung Woo-sung e Junho (2PM) | Vencer o outro time |
| 152      | 30 de junho de 2013     | Han Hyo-joo, Jung Woo-sung e Junho (2PM) | Vencer o outro time |
| 152      | 30 de junho de 2013     | Koo Ja-cheol, Park Ji-sung, Patrice Evra, Sulli (f(x)) e participações especiais de Kim Bo-kyung, Ji Dong-won, Minho (SHINee) durante o Asian Dream Cup                                         | Vencer o outro time |
| 153      | 7 de julho de 2013      | | Vencer o outro time |
| 154      | 14 de julho de 2013     | | Vencer o outro time |
| 155      | 21 de julho de 2013     | Suzy (miss A) | Vencer o outro time |
| 156      | 28 de julho de 2013     | CL, Minzy, Park Bom, Sandara Park (2NE1) e participação especial de Taeyang (BIGBANG), Akdong Musician, Lee Hi                                                                                  | Coletar 21 litros de água |
| 157      | 4 de agosto de 2013     | Ahn Gil-kang, Jung Woong-in e Kim Hee-won | Encontrar provas e vencer o julgamento |
| 158      | 11 de agosto de 2013    | Jeon Mi-seon, Moon Jung-hee e Son Hyun-joo | Adivinhar o número de todos |
| 159      | 18 de agosto de 2013    | Fujita Sayuri, Jo Jung-chi (Shinchireem), John Park, Jung-in, Kim Kwang-kyu, Kim Ye-rim (Togeworl) e Park Sang-myun                                                                             | Ganhar barras de ouro e escolher entre o ouro e seu parceiro |
| 160      | 25 de agosto de 2013    | Andy, Eric, Jun Jin, Lee Min-woo e Shin Hye-sung (Shinhwa) | Resolver a Maldição de "obter" a pérola |
| 161      | 1 de setembro de 2013   | Andy, Eric, Jun Jin, Lee Min-woo e Shin Hye-sung (Shinhwa) | Resolver a Maldição de "obter" a pérola |
| 162      | 8 de setembro de 2013   | Chansung, Wooyoung (2PM), Dasom, Hyolyn (Sistar), Jung Eun-ji, Son Na-eun (A Pink), L, Sung-kyu (Infinite), Kikwang, Yoon Doojoon (Beast), Lee Joon, Seungho (MBLAQ), Minah e Yura (Girl's Day) | Escapar da cela, resolver o quebra-cabeça e abrir a bandeira usando o tempo ganho                                                                                 |
| 163      | 15 de setembro de 2013  | Daesung, G-Dragon e Seungri (BIGBANG) | Ter o maior número cumulativo em cartões. |
| 164      | 22 de setembro de 2013  | Kim Hae-sook e Yoo Ah-in | Fazer o "prato completo" |
| 165      | 29 de setembro de 2013  | Sem convidados | Colocar a foto tirada com a garota no livro de fotografia |
| 166      | 6 de outubro de 2013    | Choi Jin-hyuk, Kim Woo-bin e Park Shin-hye | Ter o saldo mais alto |
| 167      | 13 de outubro de 2013   | Chun Jung-myung e Kim Min-jung | Encontrar a mochila lendária |
| 168      | 20 de outubro de 2013   | IU e Park Myung-soo | Apostar na relação entre os cartões de "lobo" e "ovelha" |
| 169      | 27 de outubro de 2013   | Joo Sang-wook e Yang Dong-geun | Vencer o outro time |
| 170      | 3 de novembro de 2013   | Kim Yoo-jung, T.O.P (BIGBANG) e Yoon Je-moon | Vencer o mágico |
| 171      | 10 de novembro de 2013  | Participações especiais de Yoon Suk-min, Ryu Hyun-jin, Baekhyun, Chen, D.O, Kai, Kris, Lay, Lu Han, Sehun, Suho, Tao, Xiumin (EXO)                                                              | Completar as missões dadas por Ryu Hyun-jin |
| 172      | 17 de novembro de 2013  | Ryu Hyun-jin, Suzy (miss A) e participações especiais de Yoon Suk-min, Baekhyun, Chen, D.O, Kai, Kris, Lay, Lu Han, Sehun, Suho, Tao, Xiumin (EXO)                                              | Encontrar as almofadas "R" |
| 173      | 24 de novembro de 2013  | Ryu Hyun-jin, Suzy (miss A) e participações especiais de Lee Byung-kyu, Kim Hyun-soo, Shin Kyung-hyun                                                                                           | Vencer com os Superpoderes do Beisebol |
| 174      | 1 de dezembro de 2013   | Bora (Sistar), Han Hye-jin e Lee Seung-gi | Solucionar O Número |
| 175      | 8 de dezembro de 2013   | Gong Yoo e Park Hee-soon | Vencer os outros membros |
| 176      | 15 de dezembro de 2013  | Jang Ki-ha, Jun Hyun-moo, Kim Kwang-kyu, Lee Juck e Muzie | Adivinhar os rankings de pesquisa |
| 177      | 22 de dezembro de 2013  | Gil (Leessang) | Pisar na plataforma |
| 178      | 29 de dezembro de 2013  | Sem convidados | Ganhar Running Balls |

### 2014
| Episódio | Data de transmissão     | Convidado(s) | Missão |
| -------- | ----------------------- | --- | --- |
| 179      | 5 de janeiro de 2014    | Jae-kyung (Rainbow), John Park, Kim Kyung-ho, Lee Dong-wook, Park Soo-hong, Song Kyung-ah, Sunggyu (Infinite) e participação especial de Lee Kye-in, Raymon Kim, Shim Young-soon, Jung Da-jung e Louis Kang como juízes | Cozinhar o melhor jantar do primeiro fim de semana de 2014 |
| 180      | 12 de janeiro de 2014   | Jae-kyung (Rainbow), John Park, Kim Kyung-ho, Lee Dong-wook, Park Soo-hong, Song Kyung-ah, Sunggyu (Infinite) e participação especial de Lee Kye-in, Raymon Kim, Shim Young-soon, Jung Da-jung e Louis Kang como juízes | Cozinhar o melhor jantar do primeiro fim de semana de 2014 |
| 181      | 19 de janeiro de 2014   | Lee Jong-suk, Lee Se-young e Park Bo-young | Encontrar o casal secreto |
| 182      | 26 de janeiro de 2014   | Do-hee (Tiny-G), Siwan (ZE:A) e Yeo Jin-goo | Vencer o outro time |
| 183      | 2 de fevereiro de 2014  | Jo Min-su, Moon So-ri e Uhm Jung-hwa | Encontrar os Parceiros da Sorte |
| 184      | 9 de fevereiro de 2014  | Baro (B1A4), Kang Ye-won, Park Seo-joon, Seo In-guk e Son Ho-jun | Vencer o outro time |
| 185      | 16 de fevereiro de 2014 | Sem convidados | Embarcar no disco voador para a Estrela Dourada |
| 186      | 23 de fevereiro de 2014 | Jung Yong-hwa, Kang Min-hyuk, Lee Jong-hyun, Lee Jung-shin (CNBLUE) e Shim Eun-kyung | Ganhar medalhas para girar a roleta |
| 187      | 2 de março de 2014      | Sem convidados | Atravessar o rio han |
| 188      | 9 de março de 2014      | Kim Woo-bin e Rain | Encontrar os quatro elementos |
| 189      | 16 de março de 2014     | Kim Woo-bin e Rain | Encontrar os quatro elementos |
| 190      | 23 de março de 2014     | Gong Hyung-jin, Kang Ha-neul, Kim Ji-seok, Kwon Hae-hyo, Ku Hye-sun, Lee Sang-yoon e Seungri (BIGBANG) | Completar o curso de combate a incêndio |
| 191      | 30 de março de 2014     | Kim Woo-bin e Rain | Vencer os outros membros |
| 192      | 6 de abril de 2014      | Kim Dong-jun (ZE:A), Kim Jung-nan, Kim Min-jong, Lee Sang-hwa, Lim Ju-hwan, Oh Man-seok, Ryu Seung-soo e aparição especial de Lee Hyori                                                                                 | Chegar primeiro ao local final |
| 193      | 13 de abril de 2014     | Kim Dong-jun (ZE:A), Kim Jung-nan, Kim Min-jong, Lee Sang-hwa, Lim Ju-hwan, Oh Man-seok, Ryu Seung-soo e aparição especial de Lee Hyori                                                                                 | Encontrar a máfia |
| 194      | 4 de maio de 2014       | Kim Dong-jun (ZE:A), Kim Jung-nan, Kim Min-jong, Lee Sang-hwa, Lim Ju-hwan, Oh Man-seok, Ryu Seung-soo e aparição especial de Lee Hyori                                                                                 | Encontrar a máfia |
| 195      | 11 de maio de 2014      | Chansung, Jun. K, Junho, Nichkhun, Wooyoung (2PM), CL, Minzy, Park Bom, Sandara Park (2NE1), Jo Jung-chi (Shinchireem), Muzie e Yoon Jong-shin                                                                          | Vencer os outros times |
| 196      | 18 de maio de 2014      | Sem convidados | Vencer os outros membros |
| 197      | 25 de maio de 2014      | Sem convidados | Vencer os outros times |
| 198      | 1 de junho de 2014      | Choi Hee, Ha Yeon-soo, Han Hye-jin, Jin Se-yeon, Minah (Girl's Day), Narsha (Brown Eyed Girls) e Park Seo-joon | Ter a pedra mais forte |
| 199      | 8 de junho de 2014      | Park Ji-sung | Vencer o outro time |
| 200      | 15 de junho de 2014     | Park Ji-sung | Completar o Dream Cup ou a missão safári |
| 201      | 22 de junho de 2014     | Bora (Sistar), Chansung (2PM), Hoya, Sunggyu (Infinite), Jinyoung (B1A4), Kang Min-hyuk (CNBLUE) e Minho (Shinee) | Vencer o outro time |
| 202      | 29 de junho de 2014     | Baek Sung-hyun, Cha Yu-ram, Fabien, Heo Kyung-hwan, Ji Sung, Ju Ji-hoon, Sam Okyere, Son Na-eun e Yoon Bo-mi (A Pink)                                                                                                   | Vencer os outros times |
| 203      | 6 de julho de 2014      | Baek Sung-hyun, Cha Yu-ram, Fabien, Heo Kyung-hwan, Ji Sung, Ju Ji-hoon, Sam Okyere, Son Na-eun e Yoon Bo-mi (A Pink)                                                                                                   | Vencer os outros times |
| 204      | 13 de julho de 2014     | Ryu Seung-soo | Vencer os outros membros |
| 205      | 20 de julho de 2014     | Baek Ji-young, Fei (Miss A), Hong Jin-young, Kang Seung-hyun e Lee Guk-joo | Lançar os anéis na barra |
| 206      | 27 de julho de 2014     | Hong Seok-cheon e Joo Won | Cozinhar a melhor refeição instantânea |
| 207      | 3 de agosto de 2014     | Heechul (Super Junior), Kim Je-dong, Lee So-yeon, Nam Hee-suk e Park Soo-hong | Ganhar mais barras de ouro |
| 208      | 10 de agosto de 2014    | Suzy (miss A) | Vencer o outro time |
| 209      | 17 de agosto de 2014    | Chun Myung-hoon (NRG), Danny Ahn (g.o.d), Eun Ji-won (Sechs Kies), Kai, Sehun (EXO), Moon Hee-joon (H.O.T.), Soyou (Sistar) e Taemin (SHINee)                                                                           | Resolver o mistério do triângulo |
| 210      | 24 de agosto de 2014    | Choi Bu-kyung, Kim Hwan, Kim Won-hyo, Lee Hye-jeong, Seolhyun (AOA), Wooyoung (2PM) e Yook Joong-wan | Vencer os outros times no Alkkagi |
| 211      | 31 de agosto de 2014    | Ailee, Seulong (2AM), Ji Chang-wook, Kim Tae-woo, Lee Sung-jae, Skull e Song Eun-yi | Solucionar o número entre 1470 a 0, usando símbolos matemáticos para escapar da punição em Taiwan |
| 212      | 7 de setembro de 2014   | Ailee, Seulong (2AM), Ji Chang-wook, Kim Tae-woo, Lee Sung-jae, Skull e Song Eun-yi | Solucionar o número entre 1470 a 0, usando símbolos matemáticos para escapar da punição em Taiwan |
| 213      | 21 de setembro de 2014  | Choi Yeo-jin, Kim Min-seo, Lee Yoo-ri, Seo Woo e Yoo In-young | Encontrar a identidade do herdeiro da segunda geração |
| 214      | 28 de setembro de 2014  | Alex, Kim Ki-bang, Krystal (f(x)), Park Young-gyu e Rain | Passar nas audições finais do R-pop |
| 215      | 5 de outubro de 2014    | Jo Jung-suk e Shin Min-a | Coletar o dinheiro da loteria |
| 216      | 12 de outubro de 2014   | Sem convidados | Recuperar os super poderes |
| 217      | 19 de outubro de 2014   | Jo Jin-woong, Kim Sung-kyun e Oh Sang-jin | Vencer os outros membros na Competição do Bingo da Morte |
| 218      | 26 de outubro de 2014   | Eunji (A Pink), Kim Ji-hoon e Oh Yeon-seo | Encontrar a câmera e tirar uma foto com a apresentação da orquestra "R"/ Encontrar a dica para determinar o culpado de expulsar a Eunji                                                                       |
| 219      | 2 de novembro de 2014   | Han Sang-jin, Han Ye-seul, Joo Sang-wook, Jung Gyu-woon e Wang Ji-hye | Time cavaleiro branco: Reunir todos os membros Time cavaleiro negro: Infiltrar-se na equipe cavaleiro branco                                                                                                  |
| 220      | 9 de novembro de 2014   | Jang Dong-min, KangNam (M.I.B), Kim Min-kyo, Park Soo-hong e Song Jae-rim | Escapar da ilha soltando as cordas escolhidas que estavam amarradas ao barco |
| 221      | 16 de novembro de 2014  | Bobby Kim, Hong Jin-young, Jungin, Kim Kyung-ho, Kim Yeon-woo, Kyuhyun, Leeteuk (Super Junior) e Narsha (Brown Eyed Girls)                                                                                              | Encontrar os microfones marcados com "R" e ficar no palco real para o concerto de Jiri Mountain |
| 222      | 23 de novembro de 2014  | Sem convidados | Eliminar os alienígenas de outro planeta e voltar para o seu planeta natal |
| 223      | 30 de novembro de 2014  | Sem convidados | Ser promovido no trabalho vencendo o jogo de pedra-papel-tesoura |
| 224      | 7 de dezembro de 2014   | Han Groo, Jeon So-min, Kyung Soo-jin, Lee Sung-kyung e Song Ga-yeon | Atacantes: Retirar as etiquetas de nome da defesa antes de chegarem a locação final Defesa: Encontrar o tamanho exato do imã de pólo S, antes do imã de pólo N, evitar os atacantes e ir para a locação final |
| 225      | 14 de dezembro de 2014  | Kim Woo-bin e Lee Hyun-woo | Encontrar o script antigo e eliminar os outros membros |
| 226      | 21 de dezembro de 2014  | Kang Hye-jung, Kim Hye-ja e Lee Chun-hee | Completar a missão dada pela equipe de produção |
| 227      | 28 de dezembro de 2014  | Kang Jung-ho e Ryu Hyun-jin | Completar a missão dada pela equipe de produção |

### 2015
| Episódio | Data de transmissão     | Convidado(s) | Missão |
| -------- | ----------------------- | --- | --- |
| 228      | 4 de janeiro de 2015    | Lee Seung-gi, Moon Chae-won e Lee Seo-jin | Identificar o local mais seguro de eventos climáticos extremos |
| 229      | 11 de janeiro de 2015   | Lee Seung-gi, Moon Chae-won e Lee Seo-jin | Limpar os cartões ao emparelhar-los com o mesmo número |
| 230      | 18 de janeiro de 2015   | Choi Tae-joon, Hong Jong-hyun, Nam Joo-hyuk, Seo Ha-joon e Seo Kang-joon (5urprise) | Adivinhar a resposta mais popular da pesquisa e marcar uma bola de praia que contenha a resposta                                                                                   |
| 231      | 25 de janeiro de 2015   | Sem convidados | Encontrar seu corpo físico através das cores do cinto de Taekwondo. Missão secreta de Yoo Jae-suk e Lee Kwang-soo: eliminar secretamente os outros membros com uma pistola de água |
| 232      | 1 de fevereiro de 2015  | Hong Kyung-min, Kim Ji-soo, Kim Won-jun, Miryo (Brown Eyed Girls), Oh Hyun-kyung, Park Ji-yoon e Shin Da-eun | Encontrar a verdadeira chave dourada |
| 233      | 8 de fevereiro de 2015  | Dongwoo (Infinite), Dongwoon (Beast), Eric Nam, Minhyuk (BtoB), N (VIXX), Niel (Teen Top), Ryeowook (Super Junior), Sohyun (4Minute) e Sojin (Girl's Day) | Encontrar as barras de ouro |
| 234      | 15 de fevereiro de 2015 | Fei (Miss A), Kim Sung-ryung, Seo Woo, Shoo, Taecyeon (2PM), Yeon Jung-hoon e Yoo Sun | Cozinhar o melhor prato de 2015 |
| 235      | 22 de fevereiro de 2015 | Fei (Miss A), Kim Sung-ryung, Seo Woo, Shoo, Taecyeon (2PM), Yeon Jung-hoon e Yoo Sun | Cozinhar o melhor prato de 2015 |
| 236      | 1 de março de 2015      | Andy, Eric, Jun Jin, Kim Dong-wan, Lee Minwoo, Shin Hye-sung (Shinhwa) Dong-jun, Heechul, Hyungsik, Jun-young, Kwang-hee e Tae-heon (ZE:A) | Obter o maior resultado geral |
| 237      | 8 de março de 2015      | Hani (EXID), Jung So-min, Jihyun, Yerin (GFriend) e Yoon So-hee | Adivinhar o objeto com a menor densidade |
| 238      | 15 de março de 2015     | Kim Seo-hyung e Ye Ji-won | Purificar a água contaminada |
| 239      | 22 de março de 2015     | Kim Dong-hyun e Sung Si-kyung | Encontrar as moedas de ouro |
| 240      | 29 de março de 2015     | Junho (2PM), Kang Ha-neul e Kim Woo-bin | Ajudar Ji Suk-jin atingir 100 pontos |
| 241      | 5 de abril de 2015      | Park Ye-jin, Shin Se-kyung e Yoon Jin-seo | Pegar os culpados que roubaram o meteorito |
| 242      | 22 de abril de 2015     | Jung Il-woo, Jung Yong-hwa (CNBLUE) e Lee Hong-ki (F.T. Island) | Vencer o outro time |
| 243      | 19 de abril de 2015     | Hong Jong-hyun, Jang Su-won, Kang Kyun-sung, Son Ho-jun e Yoo Byung-jae | Eliminar o outro time enquanto se desloca para o próximo local da missão |
| 244      | April 26, 2015          | Choa (AOA), Jang Do-yeon, Jessi (Lucky J), Kim Yoo-ri e Seo Ye-ji | Evitar o salão de casamento do "casal perigoso" |
| 245      | 3 de maio de 2015       | Jinu e Sean (Jinusean) | Destruir a bomba, cortando a tempo seus fios coloridos na ordem certa |
| 246      | 10 de maio de 2015      | Park Seo-joon e Son Hyun-joo | Resgatar a atriz |
| 247      | 17 de maio de 2015      | Sem convidados | Enganar Kwang-soo até o fim da gravação |
| 248      | 24 de maio de 2015      | Amber (f(x)), Henry (Super Junior-M), Kangnam (M.I.B), Nichkhun (2PM) e Park Joon-hyung (g.o.d) | Evitar o castigo de pular de bungee jumping em Inje |
| 249      | 31 de maio de 2015      | Kim Jun-hyun e Uee (After School) | Coletar todos os 5 ingredientes para o jjajangmyun |
| 250      | 7 de junho de 2015      | Daesung, G-Dragon, Seungri, Taeyang e T.O.P (BIGBANG) | Voltar ao passado para vencer a Corrida do tempo |
| 251      | 14 de junho de 2015     | Son Jun-ho | Encontrar um ao outro no mesmo andar |
| 252      | 21 de junho de 2015     | Eun Ji-won, Jay Park, Jessi (Lucky J), San E e Verbal Jint | Fornecer o maior número a cada rodada com um número & um cartão de operação para vencer a Batalha do cartão                                                                        |
| 253      | 28 de junho de 2015     | Do Sang-woo, Haeryung (Bestie), Hwang Seung-eon, Irene Kim, Park Ha-na, Seo Hyun-jin e Yeeun (CLC) | Extrair a chave do bloco de gelo e desbloquear 1 das caixas, combinando a chave com a fechadura                                                                                    |
| 254      | 5 de julho de 2015      | Hyoyeon, Seohyun, Sooyoung, Sunny, Taeyeon, Tiffany,Yoona e Yuri (Girls' Generation) | Encontrar os 4 códigos de barra para escapar e evitar que o "Código do Anjo" vença                                                                                                 |
| 255      | 12 de julho de 2015     | Bora, Soyou (Sistar), Lee Guk-joo, Seolhyun (AOA) e Yoon Bo-mi (Apink) | Conquistar os locais de jogo com o maior número de bandeiras da equipe dentro de 30 minutos                                                                                        |
| 256      | 19 de julho de 2015     | Baek Jin-hee, Chansung, Jun. K, Junho, Nichkhun, Taecyeon e Wooyoung (2PM) | Localizar a casa da fã de Running Man e ser o primeiro a lhe dar um abraço |
| 257      | 26 de julho de 2015     | Hong Jin-ho, Hyun Joo-yup, Kim Yeon-koung, Shin Soo-ji e Song Jong-gook | Vencer os outros times |
| 258      | 2 de agosto de 2015     | Hwang Jung-min, Jang Yoon-ju e Jung Man-sik | Capturar as máfias e impedi-las de encontrar e de entregar as 5 maletas com barras de ouro ao chefe da máfia                                                                       |
| 259      | 9 de agosto de 2015     | Cha Ye-ryun e Lee Yo-won | Completar as missões de atuação indicadas no roteiro |
| 260      | 16 de agosto de 2015    | Kim Gun-mo, Koo Jun-yup, Lee Ha-neul (DJ Doc), Lee Jae-hoon (Cool) e Park Joon-hyung (g.o.d) | Obter o maior número de "vendas de álbuns" |
| 261      | 23 de agosto de 2015    | Kim Gun-mo, Koo Jun-yup, Lee Ha-neul (DJ Doc), Lee Jae-hoon (Cool) e Park Joon-hyung (g.o.d) | Obter o maior número de "vendas de álbuns" |
| 261      | 23 de agosto de 2015    | Sem convidados | Procurar sua etiqueta de nome e de seu VJ pessoal |
| 262      | 30 de agosto de 2015    | Kang Sung-jin, Kim Min-kyo, Kim Soo-ro, Nam Bo-ra e Park Gun-hyung | Evitar chegar em último lugar para não pagar a refeição da equipe |
| 263      | 6 de setembro de 2015   | Lee Dong-wook, Park Seo-joon e Yura (Girl's Day) | Vencer a outra equipe em um cabo de guerra |
| 264      | 13 de setembro de 2015  | Kwon Sang-woo e Sung Dong-il | Encontrar o cliente X |
| 265      | 20 de setembro de 015   | John Park, Kyuhyun (Super Junior), Rap Monster (BTS) e Yeeun (Wonder Girls) | Enganar o Gary até o fim da gravação |
| 266      | 27 de setembro de 2015  | Eunhyuk (Super Junior), Hong Jin-young e Lim Ju-hwan | Capturar os ladrões e impedi-los de enviar os presentes de Ação de Graças de volta a Seul                                                                                          |
| 267      | 4 de outubro de 2015    | Sem convidados | Completar 3 missões por unanimidade a fim de escapar de um confinamento de 24 horas                                                                                                |
| 268      | 11 de outubro de 2015   | Gong Seung-yeon, Hwang Suk-jung, Joy (Red Velvet), Jung Kyung-ho, Kim Ja-in, Park Han-byul, Park Na-rae, Stephanie (The Grace) e Yoon Park | Pisar na plataforma com os anéis de casal obtidos sem se eliminar |
| 269      | 18 de outubro de 2015   | Kim Hee-won, Lee Chun-hee e Park Bo-young | Vencer o outro time |
| 270      | 25 de outubro de 2015   | Sem convidados | Parar Kwang-soo de se vingar com sucesso |
| 271      | 1 de novembro de 2015   | Jung Doo-hong, Kim Ki-tae, Lee Won-hee, Noh Ji-sim e Taemi Convidados de Jae-suk Aparição em ambos os episódios: Kim Kwang-kyu, Im Hyung-joon e Yang Sang-guk Aparição somente no episódio 272: Kim Sook, Kwang-hee (ZE:A), Park Na-rae e Sa Sung-woong Convidados de Gary Aparição em ambos os episódios: Chang Jung-koo, Choi Kyung-ho, DJ Pumkin (AOMG), Hwang Choong-jae e Young-jun (Brown Eyed Soul) Aparição somente no episódio 272: Digili (Honey Family), Ducky, Ryu Hyun-kyung e Wax Convidados de Haha Aparição em ambos os episódios: DJ R2, Hyun Joo-yup, Juvie Train (Buga Kingz), King Kong, Lee Jung, Linda, Recto Luz, Zion Luz (Rapercussion), M. TySON, Ma Ah-sung, Mino (Free Style), Nuol, Oh Jung-suk, Park Geun-sik, Sam Hammington, San, Shim Hyung-tak, Superbee, Wang-bae e Yui-yeop Aparição somente no episódio 272: Jinu (Jinusean), Kim Chang-keun, Lee Ha-neul (DJ Doc), Lee Sung-mi e Zizo Convidados de Suk-jin Aparição em ambos os episódios: Chi In-jin, Woori (Rainbow), Heo Tae-hee, Kim Soo-yong, Kim Won-hyo e Yoon Park Aparição somente no episódio 272: Byun Seung-yoon, Cha Hun, Kim Jae-hyun, Kwon Kwang-jin, Lee Seung-hyub (N.Flying), Kim Min-kyo, Moon Ji-ae, Muzie e Roy Kim Convidados de Jong-kook Aparição em ambos os episódios: Jung Tae-ho, Kim Jun-hyun, Lee Sang-ho e Lee Sang-min Aparição somente no episódio 272: BamBam, Jackson, JB, Junior, Mark, Youngjae, Yugyeom (Got7), Hwang Chi-yeul, Hyun Woo, Park Joon-hyung (g.o.d) e Tim Convidados de Kwang-soo Aparição em ambos os episódios: Kim Ki-bang, Lim Ju-hwan e Uee (After School) Aparição somente no episódio 272: Cho Yoon-woo, Dino, DK, Hoshi, Jeonghan, Joshua, Jun, Mingyu, S.Coups, Seungkwan, the8, Vernon, Wonwoo, Woozi (Seventeen), Jung Dong-hyun e Kim Ji-an Convidados de Ji-hyo Aparição em ambos os episódios: Seulong (2AM) | Vencer o jogo 100 vs 100 de eliminação da etiqueta de nome, contra a equipe de heróis                                                                                              |
| 272      | 8 de novembro de 2015   | Jung Doo-hong, Kim Ki-tae, Lee Won-hee, Noh Ji-sim e Taemi Convidados de Jae-suk Aparição em ambos os episódios: Kim Kwang-kyu, Im Hyung-joon e Yang Sang-guk Aparição somente no episódio 272: Kim Sook, Kwang-hee (ZE:A), Park Na-rae e Sa Sung-woong Convidados de Gary Aparição em ambos os episódios: Chang Jung-koo, Choi Kyung-ho, DJ Pumkin (AOMG), Hwang Choong-jae e Young-jun (Brown Eyed Soul) Aparição somente no episódio 272: Digili (Honey Family), Ducky, Ryu Hyun-kyung e Wax Convidados de Haha Aparição em ambos os episódios: DJ R2, Hyun Joo-yup, Juvie Train (Buga Kingz), King Kong, Lee Jung, Linda, Recto Luz, Zion Luz (Rapercussion), M. TySON, Ma Ah-sung, Mino (Free Style), Nuol, Oh Jung-suk, Park Geun-sik, Sam Hammington, San, Shim Hyung-tak, Superbee, Wang-bae e Yui-yeop Aparição somente no episódio 272: Jinu (Jinusean), Kim Chang-keun, Lee Ha-neul (DJ Doc), Lee Sung-mi e Zizo Convidados de Suk-jin Aparição em ambos os episódios: Chi In-jin, Woori (Rainbow), Heo Tae-hee, Kim Soo-yong, Kim Won-hyo e Yoon Park Aparição somente no episódio 272: Byun Seung-yoon, Cha Hun, Kim Jae-hyun, Kwon Kwang-jin, Lee Seung-hyub (N.Flying), Kim Min-kyo, Moon Ji-ae, Muzie e Roy Kim Convidados de Jong-kook Aparição em ambos os episódios: Jung Tae-ho, Kim Jun-hyun, Lee Sang-ho e Lee Sang-min Aparição somente no episódio 272: BamBam, Jackson, JB, Junior, Mark, Youngjae, Yugyeom (Got7), Hwang Chi-yeul, Hyun Woo, Park Joon-hyung (g.o.d) e Tim Convidados de Kwang-soo Aparição em ambos os episódios: Kim Ki-bang, Lim Ju-hwan e Uee (After School) Aparição somente no episódio 272: Cho Yoon-woo, Dino, DK, Hoshi, Jeonghan, Joshua, Jun, Mingyu, S.Coups, Seungkwan, the8, Vernon, Wonwoo, Woozi (Seventeen), Jung Dong-hyun e Kim Ji-an Convidados de Ji-hyo Aparição em ambos os episódios: Seulong (2AM) | Vencer o jogo 100 vs 100 de eliminação da etiqueta de nome, contra a equipe de heróis                                                                                              |
| 273      | 15 de novembro de 2015  | Jung Chan-woo, Kim Tae-gyun (Cultwo), Hong Yoon-hwa, Kim Jung-hwan, Kim Tae-hwan e Lee Eun-hyung (People Looking for a Laugh) | Ganhar o maior número de votos como o grupo de comédia mais engraçado |
| 274      | 22 de novembro de 2015  | Jo Jung-chi (Shinchireem), Kim Kwang-kyu, Min Kyung-hoon (Buzz), Niel (Teen Top) e Park Soo-hong | Completar a missão final, recuperar as chaves para desbloquear a corrente e escapar do acampamento                                                                                 |
| 275      | 29 de novembro de 2015  | Hani (EXID), Heechul, Leeteuk (Super Junior), Hong Jin-ho e Lim Yo-hwan | Vencer o grande jogo do adversário |
| 276      | 6 de dezembro de 2015   | Sem convidados | Ajudar Gary a escapar e recuperar os diamantes escondidos no cubo |
| 277      | 13 de dezembro de 2015  | Sem convidados | Infiltrar o mecanismo de pesquisa, resgatar o maior número de sobreviventes e a garota que é imune ao vírus Zumbi                                                                  |
| 278      | 20 de dezembro de 2015  | Andy (Shinhwa), Bobby, B.I (iKon), Chae yeon, Kim Ji-min, Kim Jung-nam (Turbo), Lee Ji-hyun, Lee Jong-soo, Seolhyun (AOA) e Stephanie (The Grace) | Identificar o X-Man |
| 279      | 27 de dezembro de 2015  | Andy (Shinhwa), Bobby, B.I (iKon), Chae yeon, Kim Ji-min, Kim Jung-nam (Turbo), Lee Ji-hyun, Lee Jong-soo, Seolhyun (AOA) e Stephanie (The Grace) | Identificar o X-Man |
| 279      | 27 de dezembro de 2015  | Sem convidados | Evitar ser o "afortunado" na escada do destino |

### 2016
| Episódio             | Data de transmissão | Convidado(s) | Missão |
| -------------------- | --- | --- | --- |
| 280                  | 3 de janeiro de 2016 | Sem convidados | Usar as redes sociais para completar as missões, obter Running Balls e evitar a punição final |
| 281                  | 10 de janeiro de 2016 | Lim Ji-yeon | Obter todos os espaços para vencer os outros membros |
| 282                  | 17 de janeiro de 2016 | Go Ah-sung, Lee Hee-joon e Siwan (ZE:A) | Resgatar todos os companheiros de equipe e escapar da aldeia congelada |
| 283                  | 24 de janeiro de 2016 | Ji So-yun, Jong Tae-se e Park Ji-sung | Vencer as outros times |
| 284                  | 31 de janeiro de 2016 | Ji So-yun, Jong Tae-se e Park Ji-sung | Encontrar os fundos militares, identificar o agente 'J' e ir para a sede, ou eliminar o espião que quer eliminar o agente 'J' |
| 285                  | 7 de fevereiro de 2016 | Sem convidados | Vencer os outros membros |
| 286                  | 14 de fevereiro de 2016 | Kim Ga-yeon | Encontrar as pistas sobre o culpado que roubou o colar e assassinou o guarda e a governanta |
| 287                  | 21 de fevereiro de 2016 | Ahn Gil-kang, Kim Do-kyun, Kim Jo-han, Kim Won-hae, Lee Hong-ryul, Park Mi-sun e Yoo Yul | Encontrar as etiquetas de nome coloridas, anexar à roleta e evitar ser escolhido para pagar o jantar |
| 288                  | 28 de fevereiro de 2016 | Sem convidados | Completar a visita a 7 restaurantes dentro de 12 horas a fim de evitar a penalidade |
| 289                  | 6 de março de 2016 | Jung Il-woo e Lee Da-hae | Completar missões em diversos lugares e ganhar 10 estrelas |
| 290                  | 13 de março de 2016 | Jung Il-woo e Lee Da-hae | Girar sua ampulheta antes que a sua parte superior se esvazie e vencer os outros times |
| 291                  | 20 de março de 2016 | Sem convidados | Sem missão |
| 292                  | 27 de março de 2016 | Hong Jin-ho, Jeong Jeong-ah, Kang Hyeon-soo, Lee Wan, Lizzy (After School), Mikey (Turbo), Nam Chang-hee, Park Myeong-ho e Wax | Perder durante as missões para vencer a corrida |
| 293                  | 3 de abril de 2016 | Sem convidados | Obter os emblemas de ouro e ir para casa |
| 294                  | 10 de abril de 2016 | Hyeri (Girl's Day), Nam Tae-hyun e Minho (Winner) | Vencer um AI em um jogo de palavras |
| 295                  | 17 de abril de 2016 | Aparição especial de Jo Seok, Kyuhyun (Super Junior), Lee Yo-won, Moon Hee-joon (H.O.T.) e Park Seo-joon. | Sem missão |
| 296                  | 24 de abril de 2016 | Aparição especial de Jo Seok, Kyuhyun (Super Junior), Lee Yo-won, Moon Hee-joon (H.O.T.) e Park Seo-joon. | Reencontrar seu "primeiro amor" dentro de 12 horas e completar as missões para evitar a penalidade |
| 297                  | 1 de maio de 2016 | Eun-seo (Cosmic Girls), Jin Goo e Kim Ji-won | Posicionar-se mais alto que o "Sol vermelho" para evitar a penalidade |
| 298                  | 8 de maio de 2016 | Go Ara, Kim Sung-kyun e Lee Je-hoon | Encontrar o "No Man" |
| 299                  | 15 de maio de 2016 | Hong Jin-young, Jo Bo-ah, Kyung Soo-jin, Stephanie Lee, Uhm Hyun-kyung, Yoo In-young e Zico (Block B) | Completar as missões e vencer os outros times |
| 300                  | 22 de maio de 2016 | Aparição especial de J-Hope, Jimin, Jin, Jungkook, Rap Monster, Suga e V (BTS). | Encontrar a balança de peso com base no enigma do mapa, pesar-se. Apenas quem conseguir 300 kg de peso pode entrar no carro e ir para casa |
| 301                  | 29 de maio de 2016 | Sem convidados | Encontrar a balança de peso com base no enigma do mapa, pesar-se. Apenas quem conseguir 300 kg de peso pode entrar no carro e ir para casa |
| 302                  | 5 de junho de 2016 | Chaeyoung, Dahyun, Jeongyeon, Jihyo, Mina, Momo, Na-yeon, Sana, Tzuyu (Twice) e Yeo Jin-goo | Eliminar os outros times de membros, mas evitar eliminar o membro "bomba de pimenta" |
| 303                  | 12 de junho de 2016 | Ahn Sung-ki, Han Ye-ri, Jo Jin-woong e Kwon Yul | Vencer o outro time |
| 304                  | 19 de junho de 2016 | Kim Min-seok, Lee Sung-kyung, Park Shin-hye e Yoon Kyun-sang | Adivinhar qual é a verdadeira rainha e juntar-se a seu time para vencer a outra equipe e evitar a punição |
| 305                  | 26 de junho de 2016 | Jo Se-ho, Kim Dong-hyun, Kim Jun-hyun, Lee Jung-jin, Lee Kyung-kyu, Lee Soo-min e Yoo Jae-hwan | Vencer o outro time |
| 306                  | 3 de julho de 2016 | Kyungri (Nine Muses), Lee Ki-woo, Nichkhun (2PM) | Obter o maior resultado geral |
| 307                  | 10 de julho de 2016 | Bora, Dasom, Hyolyn, Soyou (Sistar) e Shownu (Monsta X) | Vencer os outros times |
| 308                  | 17 de julho de 2016 | Ji Jin-hee e Kim Hee-ae | Evitar que o agente H perca as missões especiais e levar o seu time a ser o vencedor Missões do Agente H: Fazer com que a oitava pessoa do time seja a segunda vencedora em cada missão e fazer com que a oitava pessoa seja a segunda pessoa a ser expulsa na última missão |
| 309                  | 24 de julho de 2016 | Hong Jin-kyung, Lee Ki-woo e Seo Jang-hoon | Vencer o outro time |
| 310                  | 31 de julho de 2016 | Ha Jae-sook, Oh Yeon-seo e Soo Ae | Ganhar o jogo de hóquei no gelo |
| 311                  | 31 de julho de 2016 | Ha Jae-sook, Oh Yeon-seo e Soo Ae | Ganhar o jogo de hóquei no gelo |
| 7 de agosto de 2016  | Sem convidados | Resolver o mistério do cubo | |
| 312                  | 14 de agosto de 2016 | Bada, Jo Jung-chi, Kim Kyung-ho, Yoo Byung-jae e [Yoon Jong-shin | Obter a pontuação mais alta dos críticos e do público |
| 313                  | 21 de agosto de 2016 | Ahn Mun-sook, Ha Jae-sook, Sejeong (Gugudan), Mijoo (Lovelyz) e Noh Sa-yeon | Vencer o outro time |
| 314                  | 28 de agosto de 2016 | Hong Jong-hyun, Kang Ha-neul e Lee Joon-gi | Torne-se o príncipe |
| 315                  | 4 de setembro de 2016 | Cha Seung-won | Pegar a bandeira após completar o mapa |
| 316                  | 11 de setembro de 2016 | Aparição especial de BamBam, Jackson, JB, Jinyoung, Mark, Youngjae, Yugyeom (Got7) e Hyolyn (Sistar) | Escapar do trem antes de chegar ao destino para evitar a penalidade |
| 317                  | 18 de setembro de 2016 | Han Hye-jin, Key (Shinee), Kim Dong-hyun, Lee Kyung-kyu, Moon Hee-joon (H.O.T.), Sung Hoon e Yoon Hyung-bin | Eliminar os outros times de membros, mas evitar eliminar o membro "azarado" |
| 318                  | 25 de setembro de 2016 | Aparição especial de Chansung (2PM), Crush, Han Seung-yeon, Jinyoung & Mark (Got7), Kang Seung-hyun, Kim So-hee (I.B.I), Lim Ji-yeon, Mikey (Turbo), Park Si-yeon, Sleepy (Untouchable), Jieun (Secret) | Fazer um vídeo de 3 minutos com base no tema escolhido a fim de obter o maior número de visualizações |
| 319                  | | | Fazer um vídeo de 3 minutos com base no tema escolhido a fim de obter o maior número de visualizações |
| 2 de outubro de 2016 | Chae Soo-bin e Cho Jae-hyun Caçadores de Jae-suk Dino, Hee-chun, In-haeng, Jae-yong, Ooon, Yoon-dong (HALO), Hong Yoon-hwa, Hye-yeon, Sally, So-yee (Gugudan), Jang Hong-je, Jang Jae-young, Kang Jae-joon, Kim Min-ki, Kim Sung-ki, Lee Soo-han, Maeng Seung-ji, Oh Bok-nam e Son Min-hyuk Caçadores de Gary Buffy, Dae-won, Heo-jun, H.O, Lee-geon, Moos (Madtown), Hana, Mimi (Gugudan), Joon-hyeon, Noah, Pabi (ALL-STAR) e Kim Kyung-jin Caçadores de Haha Hyung-won, I.M, Kihyun, Minhyuk, Wonho (Monsta X), M.TySON, Ma Ah-sung, Seung-jun (KNK) e Zizo Caçadores de Suk-jin Chan-yong, Hyuk-jin, Jong-hwan, Min-woo, Rok-hyun (100%), Chang-sun, Cory, Hong-seob, Hui, Jeong-uk, Jin-hong, Ki-su (24K), Da-hye, Haeryung, Hyeyeon, U-Ji (Bestie), Hyun-kyung, Kang-min, Kyle, Milo, Minsung, Seung-hwan, Yoon-sung (Romeo), Hee-jun, In-seong, Ji-hun e You-jin (KNK) Caçadores de Jong-kook Hyuk (VIXX), Ken (VIXX), Ravi (VIXX), Jooheon (Monsta X), Shownu (Monsta X), Kim Chang-ryeol e Lee Ha-neul (DJ Doc) Caçadores de Kwang-soo FeelDog, Jude, Rae-hwan, Sung-hak (Big Star), Haebin, Nayoung (Gugudan), Sang-ho, Sang-il, Se-bin, Su-hyun, Tae-woong e Woo-seong (Snuper) Caçadores de Ji-hyo A-Tom, B-Joo, Han-sol, Ho-joon, Nakta, P-Goon, Xero, Yano (Topp Dogg), Lee Dong-yeob, Lee Eun-hyung e Lee Ho-chan | Missão do time Running Man: Proteger suas etiquetas de nome por 200 minutos e encontrar o membro do time Blackmon com a etiqueta de nome com $10 Caçadores do Running Man: Encontrar e eliminar membros atribuídos ao time Running Man Missão do time Blackmon: Evitar ser pego pelo time Running Man e enganá-los a fim de escolherem um membro com a etiqueta de nome com $0 | |
| 320                  | 9 de outubro de 2016 | Jo Yoon-hee, Lee Joon, Lim Ji-yeon e Yoo Hae-jin | Eliminar todas as consoantes das etiquetas de nome dos oponentes e coletar todos os 5 sacos e abrir o baú |
| 321                  | 16 de outubro de 2016 | Lee Kyu-han, Park Na-rae, Park Soo-hong, Solbin (Laboum) e Yang Se-chan | Encontrar sua própria combinação de fechadura para desbloquear a bagagem e a equipe que possuir a menor quantidade de números terá uma penalidade |
| 322                  | 23 de outubro de 2016 | Kang Min-kyung (Davichi), Park Mi-sun, Son Yeon-jae, Ye Ji-won e Yura (Girl's Day) | Vencer o outro time |
| 323                  | 30 de outubro de 2016 | Jang Do-yeon, Kim Jun-hyun, Minho (Shinee), Seo Ji-hye e Yang Se-chan | Evitar a penalidade ao conseguir as duas pastas de "Ouro" |
| 324                  | 6 de novembro de 2016 | Último episódio de Gary como membro | Acumular um total de 77,000 km para ganhar o prêmio especificado para Gary Missão do time dos caçadores de memória: Roubar itens do estúdio de Gary sem que ele perceba para evitar uma grande penalidade                                                                    |
| 325                  | 13 de novembro de 2016 | Gary (Leessang) | Completar todas as missões dentro de 6 horas |
| 326                  | 20 de novembro de 2016 | Eun Ji-won, Jang Su-won, Kang Sung-hoon, Kim Jae-duc, Lee Jai-jin (Sechs Kies) e Hwang Woo-seul-hye | Evitar ter o "ladrão de comida" como parte de seu time |
| 327                  | 27 de novembro de 2016 | D.O. (EXO) e Jo Jung-suk | Evitar os cartões de penalidade |
| 328                  | 4 de dezembro de 2016 | Chaeyoung, Dahyun, Jeongyeon, Jihyo, Mina, Momo, Na-yeon, Sana, Tzuyu (Twice) | Obter o maior número de doces |
| 329                  | 11 de dezembro de 2016 | Sem convidados | Ganhar moedas R para ganhar prêmios |
| 330                  | 18 de dezembro de 2016 | Jennie, Jisoo, Lisa e Rosé (Black Pink) | Ganhar moedas R para ganhar prêmios |
| 331                  | 25 de dezembro de 2016 | Kim So-hyun | Vencer as missões para elevar o termômetro até 100°C e completar todas as 5 brincadeiras para evitar a penalidade |

### 2017
| Episódio          | Data de transmissão     | Convidado(s) | Missão |
| ----------------- | ----------------------- | --- | --- |
| 332               | 1 de janeiro de 2017    | Sem convidados | Ganhar running balls, para determinar o primeiro e o segundo membro a ter a "semana do membro", através da bomba de água |
| 333               | 8 de janeiro de 2017    | Sem convidados | "Semana de Song Ji-hyo" Completar diversas missões a fim de se reduzir o número de membros que irão entrar em uma lagoa de água gelada |
| 334               | 15 de janeiro de 2017   | Sem convidados | "Semana de Kim Jong-kook" Completar missões para fazer o encontro de Kim Jong-kook e Jung So-young tão romântico quanto possível |
| 335               | 22 de janeiro de 2017   | Sem convidados | "Semana de Ji Suk-jin" Escapar da prisão a tempo de comparecer a festa de casamento de Ji Suk-jin |
| 336               | 29 de janeiro de 2017   | Gary (Leessang) | "Semana de Gary" Impedir que o anfitrião desta semana vença para evitar a punição, e derrotar os outros membros |
| 337               | 5 de fevereiro de 2017  | Sem convidados | "Semana de Haha" Impedir que Haha complete a missão final |
| 338               | 12 de fevereiro de 2017 | Aparição especial de Irene, Seulgi, Wendy e Yeri (Red Velvet) | Encontrar o culpado pelo roubo de suas roupas e o eliminar dentro de 15 minutos |
| 339               | 19 de fevereiro de 2017 | Heo Kyung-hwan, KCM, Kim Won-hee, Kim Yong-man, Lee Chun-hee | Semana de "Yoo Jae-suk" Vencer o outro time em diversas missões para obter 4 dicas sobre o local do prêmio |
| 340               | 26 de fevereiro de 2017 | Sem convidados | "Semana de Lee Kwang-soo" Completar o curso de uma viagem noturna em 6 horas e evitar ser o escolhido a receber a bomba de água no final |
| 341               | 5 de março de 2017      | Sem convidados | Ganhar Running Balls |
| 342               | 19 de março de 2017     | Sem convidados | Coletar 16 itens necessários para decorar a casa em 6 horas para evitar penalidades |
| 343               | 26 de março de 2017     | Choi Tae-joon, Jeon So-min, Kang Han-na, Lee Se-young, Park Jin-joo e Umji (GFriend) | Manter o máximo de dinheiro possível até o final da corrida e evitar ter o último lugar |
| 344               | 2 de abril de 2017      | Choi Min-yong e Bomi (Apink) | Obter e proteger tantos ingredientes quanto os sete disponíveis |
| 345               | 9 de abril de 2017      | Han Jae-suk, Sandara Park e Yoon Park | Completar a missão para ganhar o prêmio final e evitar estar no último lugar Missão do time de Sandara Park: Passar por 6 postos de controle de imigração diferentes Missão do time de Han Jae-suk: Encontrar dicas sobre a localização do supercarro Missão do time de Yoon Park: Eliminar os outros times |
| 346               | 16 de abril de 2017     | primeiro episódio de Jeon So-min e Yang Se-chan como membros | Evitar ter a pontuação mais baixa nas missões, escapando assim do Cartão de Turista, que leva para missões perigosas no exterior |
| 347               | 23 de abril de 2017     | Jang Do-yeon | Início da Corrida Global Especial: Completar as missões no país designado e evitar obter o presente mais leve, para não receber o Cartão de Turista e ter que ir a missões perigosas no exterior |
| 348               | 30 de abril de 2017     | Jang Do-yeon | Início da Corrida Global Especial: Completar as missões no país designado e evitar obter o presente mais leve, para não receber o Cartão de Turista e ter que ir a missões perigosas no exterior |
| 348               | 30 de abril de 2017     | Hyolyn (Sistar) | Completar as missões, conseguir dois países e evitar gastar todo o dinheiro |
| 349               | 30 de abril de 2017     | Hyolyn (Sistar) | Completar as missões, conseguir dois países e evitar gastar todo o dinheiro |
| 6 de maio de 2017 | Sem convidados          | Completar as missões para evitar receber o Cartão de Turista, e evitar receber o maior número dos pinos de baleia a fim de escapar da penalidade                                                 | |
| 350               | Sem convidados          | 14 de maio de 2017 | Completar as missões a fim de colecionar e reter o máximo possível de dinheiro para a missão final e evitar receber o Cartão de Turista. Usar o dinheiro para comprar cartões refletores e Cartões de Turista                                                                                               |
| 351               | Sem convidados          | 21 de maio de 2017 | Completar as missões a fim de colecionar e reter o máximo possível de dinheiro para a missão final e evitar receber o Cartão de Turista. Usar o dinheiro para comprar cartões refletores e Cartões de Turista                                                                                               |
| 351               | Sem convidados          | 21 de maio de 2017 | Missão time Mongólia: Encontrar um descendente de Genghis Khan e 4 litros de leite de ovelha Missão time Rússia : Pescar um caraguejo-rei e 10 tipos diferentes de peixe |
| 352               | Sem convidados          | 28 de maio de 2017 | |
| 353               | Sem convidados          | 4 de junho de 2017 | |
| 353               | Sem convidados          | 4 de junho de 2017 | Missão time azul: Encontrar a etiqueta de seu nome e escapar do labirinto, mas antes, devem completar as missões a fim de se reduzir a chance de completarem a missão perigosa sozinhos Missão time amarelo: Gastar dinheiro em Yokohama para adicionar fantasmas para o time azul                          |
| 354               | Sem convidados          | 11 de junho de 2017 | |
| 355               | 18 de junho de 2017     | Jung Hye-sung | Encontrar os lugares e completar as missões para obter selos e evitar receber o adesivo de Eu vou |
| 356               | 25 de junho de 2017     | Sem convidados | Completar as missões por discordância com outros membros para reter o máximo de dinheiro possível e evitar receber o adesivo de Eu vou |
| 357               | 2 de julho de 2017      | Hong Jin-young, Lee Sun-bin, Lee Tae-hwan, Hayoung, Naeun (Apink) e Son Yeo-eun | Obter a maior quantidade de dinheiro ao completar as missões para evitar receber o adesivo de Eu vou |
| 358               | 9 de julho de 2017      | Sem convidados | Identificar e eliminar os ladrões antes que eles eliminem o "xerife" |
| 359               | 16 de julho de 2017     | Sem convidados | Juntar-se ao time com o menor número de "homens fracassados" para evitar receber a missão perigosa |
| 360               | 23 de julho de 2017     | Cheon Sung-moon (irmão de Song Ji-hyo), Jeon Wook-min (irmão de Jeon So-min), Kim Jong-myung (irmão de Kim Jong-kook), Jo Se-ho, Kim Soo-young, Park Geun-shik, Son Na-eun (Apink) e Tae Hang-ho | Ganhar o máximo de dinheiro possível para evitar receber a punição |
| 361               | 30 de julho de 2017     | Cheon Sung-moon (irmão de Song Ji-hyo), Jeon Wook-min (irmão de Jeon So-min), Kim Jong-myung (irmão de Kim Jong-kook), Jo Se-ho, Kim Soo-young, Park Geun-shik, Son Na-eun (Apink) e Tae Hang-ho | Ganhar o máximo de dinheiro possível para evitar receber a punição |
| 362               | 6 de agosto de 2017     | Kang Ha-neul e Park Seo-joon | Identificar e eliminar o "chefe", enquanto evita eliminar o "policial disfarçado" antes que os vilões encontrem a maleta e escapem |
| 363               | 13 de agosto de 2017    | Hyoyeon, Sooyoung, Sunny, Taeyeon, Tiffany, Yoona e Yuri (Girls' Generation) | Identificar as "garotas más" e evitar ser seu parceiro ao final da missão, a fim de ganhar o direito de votar para eliminá-las |
| 364               | 20 de agosto de 2017    | Sem convidados | Identificar quais os outros membros da equipe "Humano" e escapar juntos |
| 365               | 27 de agosto de 2017    | Sem convidados | Ganhar mais de ₩200,000 no fim da corrida |
| 366               | 3 de setembro de 2017   | Participação especial de So-you | Obter o maior número possível de lâminas para trocá-las por dinheiro |
| 367               | 10 de setembro de 2017  | Baek Ji-young, Hwang Seung-eon, Jo Se-ho, Kei (Lovelyz), Lee Elijah, Solbi, Sung Hoon e Sunmi | Ganhar mais dinheiro no final da corrida |
| 368               | 17 de setembro de 2017  | Baek Ji-young, Hwang Seung-eon, Jo Se-ho, Kei (Lovelyz), Lee Elijah, Solbi, Sung Hoon e Sunmi | Ganhar mais dinheiro no final da corrida |
| 368               | 17 de setembro de 2017  | Sem convidados | Ganhar mais de ₩ 300.000 wones e identificar que é o "designer" junto com sua missão oculta no fim da corrida |
| 369               | 24 de setembro de 2017  | Sem convidados | Ganhar mais de ₩ 300.000 wones e identificar que é o "designer" junto com sua missão oculta no fim da corrida |
| 369               | 24 de setembro de 2017  | Sem convidados | Adivinhar quem está mentindo entre Lee Kwang-soo e Jeon So-min para evitar receber a penalidade |
| 370               | 1 de outubro de 2017    | Sem convidados | |
| 371               | 8 de outubro de 2017    | Sem convidados | |
| 372               | 15 de outubro de 2017   | Shin Sung-rok e Yoon Bo-mi (Apink) | Identificar e eliminar o "assistente" de Lee Kwang-soo para ser isento de ser o potencial parceiro potencial de Lee Kwang-soo na perigosa missão na Austrália |
| 373               | 22 de outubro de 2017   | Sem convidados | Visitar 5 pontos de turismo de férias com um orçamento de ₩ 1 milhão de won em 8 horas |
| 374               | 29 de outubro de 2017   | Ha Yeon-soo, Jo Se-ho, Kang Daniel (Wanna One) e Noh Sa-yeon | Obter os Running Balls abrindo a caixa de segurança das outras equipes |
| 375               | 5 de novembro de 2017   | Ha Yeon-soo, Jo Se-ho, Kang Daniel (Wanna One) e Noh Sa-yeon | Obter os Running Balls abrindo a caixa de segurança das outras equipes |
| 375               | 5 de novembro de 2017   | Sem convidados | Guardar seu item pessoal para evitar a penalidade |
| 376               | 12 de novembro de 2017  | Donghae, Eun-hyuk, Leeteuk, Yesung (Super Junior), Irene e Joy (Red Velvet) | Ganhar mais dinheiro no fim da corrida |
| 377               | 19 de novembro de 2017  | Im Se-mi, Kim Ji-min, Kim Se-jeong (Gugudan) e Ko Sung-hee | Identificar e eliminar as equipes mais bem classificadas e a "filha mais nova", antes que esta elimine todos |
| 378               | 26 de novembro de 2017  | Sem convidados | Completar as missões nos países Austrália e Nova Zelândia, para poder aceitar ou recusar um cartão de chance |
| 379               | 3 de dezembro de 2017   | Sem convidados | Completar as missões nos países Austrália e Nova Zelândia, para poder aceitar ou recusar um cartão de chance |
| 380               | 10 de dezembro de 2017  | Kang Han-na e Kyung Soo-jin | Reter mais dinheiro ou depositar mais do que o outro time para evitar a penalidade |
| 381               | 17 de dezembro de 2017  | Choi Gwi-hwa, Go Bo-gyeol, Heo Sung-tae e Lee Sang-yeob | Proteger a "testemunha" e eliminar a equipe de vilões |
| 382               | 24 de dezembro de 2017  | Sem convidados | Tornar-se o único humano e ficar na plataforma ao amanhecer |
| 383               | 31 de dezembro de 2017  | Eun Ji-won, Jang Su-won, Kang Sung-hoon, Kim Jae-duc, Lee Jai-jin (Sechs Kies), Lee Elijah e So-you                                                                                              | Ter o maior número de adesivos de fogo e o menor número de adesivos de gelo para evitar receber a penalidade |

### 2018
| Episódio               | Data de transmissão                                                                             | Convidado(s) | Missão |
| ---------------------- | ----------------------------------------------------------------------------------------------- | --- | --- |
| 384                    | 7 de janeiro de 2018                                                                            | Sem convidados | Ter uma bolsa de ouro ou identificar as "mãos de pedra" para evitar a penalidade |
| 385                    | 14 de janeiro de 2018                                                                           | Aparições especiais de Jang Hyuk]], Kim Young-chul, Lee Sang-yeob, Park Geun-sik e Park Na-rae. Breve aparição de Yoon Kye-sang por telefone.                                                               | Obter o máximo de "R" ddakji até o fim da corrida |
| 386                    | 21 de janeiro de 2018                                                                           | Sem convidados | Comer 4 pratos diferentes com apenas ₩ 10.000 dentro de 5 horas para evitar receber os emblemas de má sorte e evitar a penalidade |
| 387                    | 28 de janeiro de 2018                                                                           | Sem convidados | Completar as missões ou fazer um tofu para reduzir o tempo de prisão e evitar se tornar a última pessoa a ser libertada |
| 388                    | 4 de fevereiro de 2018                                                                          | Goo Ha-ra, Kang Mi-na (Gugudan), Lee Da-hee e Seol In-ah | Ter a soma mais alta ou mais baixa dos números atribuídos |
| 389                    | 18 de fevereiro de 2018                                                                         | Goo Ha-ra, Kang Mi-na (Gugudan), Lee Da-hee e Seol In-ah | Ter a soma mais alta ou mais baixa dos números atribuídos |
| 389                    | 18 de fevereiro de 2018                                                                         | Sem convidados | Ser o primeiro time a completar uma linha no cartão de bingo |
| 390                    | 4 de março de 2018                                                                              | Heo Kyung-hwan, Lee Sang-yeob, Shorry J (Mighty Mouth) e Yoo Byung-jae | Ter o menor número possível de passos para evitar a penalidade |
| 391                    | 11 de março de 2018                                                                             | Heo Kyung-hwan, Lee Sang-yeob, Shorry J (Mighty Mouth) e Yoo Byung-jae | Ter o menor número possível de passos para evitar a penalidade |
| 392                    | 11 de março de 2018                                                                             | Heo Kyung-hwan, Lee Sang-yeob, Shorry J (Mighty Mouth) e Yoo Byung-jae | Ter o menor número possível de passos para evitar a penalidade |
| 18 de março de 2018    | Hong Jin-young, Kang Han-na, Lee Da-hee e Lee Sang-yeob                                         | Evitar ter o menor, maior e o mesmo número de diamantes no final da corrida. | |
| 393                    | Hong Jin-young, Kang Han-na, Lee Da-hee e Lee Sang-yeob                                         | Evitar ter o menor, maior e o mesmo número de diamantes no final da corrida. | 25 de março de 2018 |
| 394                    | Hong Jin-young, Kang Han-na, Lee Da-hee e Lee Sang-yeob                                         | 1 de abril de 2018 | Eliminar os treinadores antes que eliminem o medalhista de ouro |
| 395                    | Hong Jin-young, Kang Han-na, Lee Da-hee e Lee Sang-yeob                                         | 8 de abril de 2018 | Eliminar os treinadores antes que eliminem o medalhista de ouro |
| 396                    | Hong Jin-young, Kang Han-na, Lee Da-hee e Lee Sang-yeob                                         | 15 de abril de 2018 | Completar as missões e evitar roubar itens que foram listados pela outra equipe |
| 397                    | 22 de abril de 2018                                                                             | Sem convidados | Ganhar mais pontos no fim da corrida |
| 398                    | 29 de abril de 2018                                                                             | Sem convidados | Seguir a programação para evitar o recebimento de um crachá de penalidade |
| 399                    | 6 de maio de 2018                                                                               | Sem convidados | Seguir a programação para evitar o recebimento de um crachá de penalidade |
| 399                    | 6 de maio de 2018                                                                               | Hong Jin-young, Kang Han-na, Lee Da-hee e Lee Sang-yeob | Evitar ganhar Running Balls |
| 400                    | 13 de maio de 2018                                                                              | Hong Jin-young, Kang Han-na, Lee Da-hee e Lee Sang-yeob | Evitar ganhar Running Balls |
| 401                    | 20 de maio de 2018                                                                              | Sem convidados | Ganhar mais pontos no fim da corrida |
| 401                    | 20 de maio de 2018                                                                              | Cheon Sung-moon, Han Ki-beom, Han Min-gwan, Jo Woo-jong, Kim Ok-jeong (mãe de Haha), K.Will, Lee Jong-hyuk e Seo Ji-seok                                                                                    | Ganhar mais moedas "R" |
| 402                    | 27 de maio de 2018                                                                              | Dayoung (Cosmic Girls), Hyejeong, Seolhyun (AOA), JooE (Momoland), Kang Seung-yoon e Song Min-ho (Winner)                                                                                                   | Identificar e eliminar os zumbis contagiosos |
| 403                    | 3 de junho de 2018                                                                              | Sem convidados | Reter mais dinheiro ou evitar ter o menor número de votos no fim da corrida |
| 404                    | 10 de junho de 2018                                                                             | Sem convidados | Terminar 20 refeições em 5 horas e evite ter o menor número de crachás |
| 405                    | 17 de junho de 2018                                                                             | Lee Guk-joo, Kyungri (Nine Muses), Seo Eun-soo e Son Dam-bi | Encontrar o chefe antes que os ladrões encontrem o rei |
| 406                    | 24 de junho de 2018                                                                             | Hong Jin-young, Kang Han-na, Lee Da-hee e Lee Sang-yeob | Equipe do pacote de luxo: Completar o itinerário e evitar pagar as taxas adicionais Equipe do pacote do tremor: Sobreviver ao desafio da roleta pirata para evitar o "andar pelas asas" e identificar o nome do fantasma no castelo assombrado para evitar ficar a noite toda |
| 407                    | 1 de julho de 2018                                                                              | Hong Jin-young, Kang Han-na, Lee Da-hee e Lee Sang-yeob | Equipe do pacote de luxo: Completar o itinerário e evitar pagar as taxas adicionais Equipe do pacote do tremor: Sobreviver ao desafio da roleta pirata para evitar o "andar pelas asas" e identificar o nome do fantasma no castelo assombrado para evitar ficar a noite toda |
| 408                    | 8 de julho de 2018                                                                              | Hong Jin-young, Kang Han-na, Lee Da-hee e Lee Sang-yeob | Equipe do pacote de luxo: Completar o itinerário e evitar pagar as taxas adicionais Equipe do pacote do tremor: Sobreviver ao desafio da roleta pirata para evitar o "andar pelas asas" e identificar o nome do fantasma no castelo assombrado para evitar ficar a noite toda |
| 409                    | 15 de julho de 2018                                                                             | Han Eun-jung, Hwang Chi-yeul, Jennie, Jisoo (Blackpink), Pyo Ye-jin e Yoon Bo-ra | Coletar 2 cartões de coração ou evitar ter os 2 cartões de bomba |
| 410                    | 22 de julho de 2018                                                                             | Sem convidados | Identificar os espiões da agência "M" antes de identificar o líder da agência "R" |
| 411                    | 29 de julho de 2018                                                                             | Sem convidados | Encontrar o culpado que roubou os sapatos de Kim Jong-kook |
| 411                    | 29 de julho de 2018                                                                             | Sem convidados | Vencer o torneio do quiz número 8 |
| 412                    | 5 de agosto de 2018                                                                             | Sem convidados | |
| 413                    | 12 de agosto de 2018                                                                            | Jennie (Blackpink) e Jin Ki-joo | Vencer as missões que poderão dar sugestões sobre as penalidades e evitá-las |
| 414                    | 19 de agosto de 2018                                                                            | Kim Roi-ha, Kwak Si-yang e Seo Hyo-rim | Identificar e eliminar o arquiteto e o assistente |
| 415                    | 26 de agosto de 2018                                                                            | Noh Sa-yeon e Lee Sang-yeob | Ganhar o máximo de Running Balls para reencarnar |
| 416                    | 2 de setembro de 2018                                                                           | Sem convidados | Descobrir uma maneira de encerrar a corrida |
| 416                    | 2 de setembro de 2018                                                                           | B.I, Bobby (iKon), Kim Ji-min, Lee Elijah, Lee Joo-yeon, Lee Si-a, Seungri (Big Bang) e Sunmi | Pagar dívidas para evitar a penalidade |
| 417                    | 9 de setembro de 2018                                                                           | B.I, Bobby (iKon), Kim Ji-min, Lee Elijah, Lee Joo-yeon, Lee Si-a, Seungri (Big Bang) e Sunmi | Pagar dívidas para evitar a penalidade |
| 418                    | 16 de setembro de 2018                                                                          | Participação especial de BamBam, Jackson, JB, Jinyoung, ko, Youngjae, ko (Got7), J-Black, Mmary e ko | Entregar a maleta ao destino final dentro de 6 horas |
| 419                    | 23 de setembro de 2018                                                                          | Jang Do-yeon | Se esconder e evitar a equipe de perseguição por 20 minutos |
| 420                    | 30 de setembro de 2018                                                                          | Sem convidados | Equipe Busan: Concluir a contagem de 100 trabalhos de meio período Equipe Férias: Concluir as tarefas de férias sugeridas pelos membros antes de ficar sem dinheiro |
| 421                    | 7 de outubro de 2018                                                                            | Sem convidados | Equipe Busan: Concluir a contagem de 100 trabalhos de meio período Equipe Férias: Concluir as tarefas de férias sugeridas pelos membros antes de ficar sem dinheiro |
| 422                    | 14 de outubro de 2018                                                                           | Im Soo-hyang e Lee Ha-na | Evitar ter a menor quantidade de dinheiro no fim da corrida |
| 423                    | 21 de outubro de 2018                                                                           | Sem convidados | Obter o máximo de pontos lançando dois dados, para se tornar o membro número 1 do ranking |
| 424                    | 4 de novembro de 2018                                                                           | Ahn Hyo-seop, Seo Young-hee e Son Na-eun (Apink) | Identificar e eliminar os fantasmas |
| 425                    | 11 de novembro de 2018                                                                          | Kim Byeong-ok | Equipe Irmãos: Eliminar a outra equipe Equipe Grande Irmão ': Encontrar 3 itens e envia-los por encomenda |
| 426                    | 18 de novembro de 2018                                                                          | Sem convidados | Succeed in all given missions to avoid penalty |
| 426                    | 18 de novembro de 2018                                                                          | Irene, Joy (Red Velvet), Kang Han-na e Seol In-ah | Evitar ter um ladrão como parceiro para se isentar da penalidade |
| 427                    | 25 de novembro de 2018                                                                          | Irene, Joy (Red Velvet), Kang Han-na e Seol In-ah | Evitar ter um ladrão como parceiro para se isentar da penalidade |
| 428                    | 2 de dezembro de 2018                                                                           | Chaeyoung, Dahyun, Jeongyeon, Jihyo, Mina, Momo, Nayeon, Sana e Tzuyu (Twice) | Adivinhar o mais preferido prato com Kimchi e se isentar da penalidade |
| 429                    | 9 de dezembro de 2018                                                                           | Byul e Lee Si-young | Re-desafiar as missões anteriores que os membros do Running Man falharam este ano |
| 430                    | 16 de dezembro de 2018                                                                          | Byul e Lee Si-young | Re-desafiar as missões anteriores que os membros do Running Man falharam este ano |
| 431                    | 16 de dezembro de 2018                                                                          | Byul e Lee Si-young | Re-desafiar as missões anteriores que os membros do Running Man falharam este ano |
| 23 de dezembro de 2018 | Han Sun-hwa, Hwang Chi-yeul, Jeon Hye-bin, Park Ha-na, Sooyoung (Girls' Generation) e Sung Hoon | Equipe Civil: Identificar e eliminar todos os Papais Noéis Furiosos e seus assistentes Equipe de Natal Furiosa: Roubar 6 itens escolhidos de outros membros do Running Man e entregá-los ao produtor novato | |
| 432                    | Han Sun-hwa, Hwang Chi-yeul, Jeon Hye-bin, Park Ha-na, Sooyoung (Girls' Generation) e Sung Hoon | Equipe Civil: Identificar e eliminar todos os Papais Noéis Furiosos e seus assistentes Equipe de Natal Furiosa: Roubar 6 itens escolhidos de outros membros do Running Man e entregá-los ao produtor novato | 30 de dezembro de 2018 |

### 2019
| Episódio | Data de transmissão     | Convidado(s) | Missão |
| -------- | ----------------------- | --- | --- |
| 433      | 6 de janeiro de 2019    | Participação especial de Jung Eun-ji, Kim Nam-joo, Oh Ha-young, Park Cho-rong, Son Na-eun e Yoon Bo-mi (Apink)                                                                | Projeto de RPG de Ano Novo Ser o primeiro a atingir o nível 10 para finalizar o projeto e receber um grande prêmio Missão de nível 1: Coletar 8 ingredientes para fazer a sopa de bolo de arroz para subir de nível |
| 434      | 13 de janeiro de 2019   | Participação especial de Chungha, Doyeon (Weki Meki), Kim Jong-kyu, Lee Gwan-hee, Marcus Foster, Park Chan-hee, Seunghoon, Seungyoon (Winner), Yang Hee-jong e Yang Hong-seok | Projeto de RPG de Ano Novo Ser o primeiro a atingir o nível 10 para finalizar o projeto e receber um grande prêmio Missão de nível 2: Proteger o segredo do membro de seu clã até o fim da corrida |
| 435      | 20 de janeiro de 2019   | Gong Myung (5urprise), Jin Seon-kyu, Lee Dong-hwi, Lee Hanee e Ryu Seung-ryong                                                                                                | Projeto de RPG de Ano Novo Ser o primeiro a atingir o nível 10 para finalizar o projeto e receber um grande prêmio Missão de nível 3: Equipe civil e policial: Identificar e eliminar os ladrões e o falsário Ladrões e falsário: Roubar Haha, Kim Jong-kook, Jeon So-min e as canetas do policial para ganhar os direitos e eliminá-los |
| 436      | 27 de janeiro de 2019   | Hong Jong-hyun, Jeong Yu-mi, Jimin, Mina (AOA), Lee Yoo-ri e Seungri (Big Bang)                                                                                               | Projeto de RPG de Ano Novo Ser o primeiro a atingir o nível 10 para finalizar o projeto e receber um grande prêmio Missão final: Atingir o nível 10 antes do fim da corrida ou trocar os níveis do seu time por vagas na roleta e conseguir ser escolhido                                                                                |
| 437      | 3 de fevereiro de 2019  | Go Ara, Jung Il-woo, Kwon Yul e Park Hoon | Adivinhar o verdadeiro rei e juntar-se à equipe |
| 438      | 10 de fevereiro de 2019 | Sem convidados | Competir por vagas na roleta e ser escolhido para uma viagem a Los Angeles, Estados Unidos |
| 439      | 17 de fevereiro de 2019 | Participação especial de Hong Jin-young | Encontrar o item de comida que custa abaixo do preço determinado para ter a chance de explodir a bomba da equipe adversária |

### 2020
| Episódio | Data de transmissão     | Convidado(s)                                                                                 | Missão |
| -------- | ----------------------- | -------------------------------------------------------------------------------------------- | --- |
| 484      | 5 de janeiro de 2020    | Heo Kyung-hwan, Jun Hyo-seong, Kang Tae-oh (5urprise) e YOYOMI                               | Missão da equipe de atores: Identificar e prender os dois diretores através de duas rodadas de julgamento Missão do ator nacional: Eliminar os dois diretores Missão do diretor: Eliminar os dois diretores falsos |
| 484      | 5 de janeiro de 2020    | Ahn Jae-hong, Jeon Yeo-been, Kang So-ra e Kim Sung-oh                                        | Missão individual: Não ter o maior número de penalidades no fim da corrida Missão da equipe humana: Proteger os humanos reencarnados Missão dos Humanos Reencarnados: Eliminar todas as divindades da morte ou sem colocar nenhuma divindade na banca de julgamento Missão das Divindades da Morte: Eliminar os humanos reencarnados em 30 minutos                                                  |
| 485      | 12 de janeiro de 2020   | Ahn Jae-hong, Jeon Yeo-been, Kang So-ra e Kim Sung-oh                                        | Missão individual: Não ter o maior número de penalidades no fim da corrida Missão da equipe humana: Proteger os humanos reencarnados Missão dos Humanos Reencarnados: Eliminar todas as divindades da morte ou sem colocar nenhuma divindade na banca de julgamento Missão das Divindades da Morte: Eliminar os humanos reencarnados em 30 minutos                                                  |
| 486      | 19 de janeiro de 2020   | Kang Han-na, Keum Sae-rok, Lee Joo-young e Park Cho-rong (Apink)                             | Coletar o cartão de prêmio e não ter o cartão de penalidade |
| 487      | 26 de janeiro de 2020   | Sem convidados                                                                               | Completar as missões para descobrir os 5 dígitos que faltam da senha, abrir a pasta e pegar o dinheiro para ganhar os direitos de distribuí-lo dentro da equipe |
| 488      | 2 de fevereiro de 2020  | Park Ha-na                                                                                   | Missão dos ladrões: Encontrar as dicas relacionadas às Lágrimas de Yondu, descobrir a verdade por trás disso, identificar e eliminar o policial para ganhar as Lágrimas de Yondu Missão do policial: Eliminar todos os ladrões |
| 489      | 9 de fevereiro de 2020  | Participação especial de Park Geun-sik                                                       | Ter o maior número de vitórias no fim da corrida para ganhar o direito de escolher um "bom" prêmio |
| 490      | 16 de fevereiro de 2020 | Heo Kyung-hwan e Kang Han-na                                                                 | Eliminar os outros para ganhar tempo e ser o último em pé |
| 491      | 23 de fevereiro de 2020 | Heo Kyung-hwan e Kang Han-na                                                                 | Eliminar os outros para ganhar tempo e ser o último em pé |
| 491      | 23 de fevereiro de 2020 | Bae Jong-ok e Shin Hye-sun                                                                   | Estar no Top 2 com mais dinheiro sem colocar os dois com menos dinheiro |
| 492      | 1 de março de 2020      | Bae Jong-ok e Shin Hye-sun                                                                   | Estar no Top 2 com mais dinheiro sem colocar os dois com menos dinheiro |
| 493      | 8 de março de 2020      | Kang Tae-oh (5urprise), Kim Na-hee, Lee Na-eun (April) e Yura                                | Ter mais dinheiro no fim da corrida |
| 494      | 15 de março de 2020     | Im Soo-hyang e Jo Byung-gyu                                                                  | Estar entre os 3 primeiros com a maior quantidade de moedas "R" sem ficar em último com a menor moeda "R" |
| 495      | 22 de março de 2020     | Hwang Young-hee, Kang Daniel, Lee Il-hwa e Park Mi-sun                                       | Ter o bolo de arroz longo mais leve, sem ter o bolo de arroz longo mais pesado no fim da corrida para evita a penalidade |
| 496      | 29 de março de 2020     | Lee Do-hyun, Ong Seong-woo, Seo Ji-hoon e Zico                                               | Ter o máximo de moedas "R" na posse do capitão no fim da corrida |
| 497      | 5 de abril de 2020      | Hong Hyun-hee e Kim Ji-min                                                                   | Estar no Top 2 com a maior quantidade de moedas "R" no fim da corrida |
| 497      | 5 de abril de 2020      | Ahn Bo-hyun, Ji Yi-soo, Lee Joo-young e Song Jin-woo                                         | Colocar-se no primeiro ou segundo lugar nos jogos para ganhar a chance de trocar de companheiro de equipe sem ter 1 demônio para receber um prêmio ou sem ter 2 demônios para evitar a penalidade |
| 498      | 12 de abril de 2020     | Ahn Bo-hyun, Ji Yi-soo, Lee Joo-young e Song Jin-woo                                         | Colocar-se no primeiro ou segundo lugar nos jogos para ganhar a chance de trocar de companheiro de equipe sem ter 1 demônio para receber um prêmio ou sem ter 2 demônios para evitar a penalidade |
| 499      | 19 de abril de 2020     | Hong Jin-young, Jo Se-ho, Lee Do-hyun, Noh Sa-yeon e Rowoon (SF9)                            | Missão da Equipe: Identificar e prender pelo menos 2 espiões de 3, e ser a equipe com mais prêmios no fim da corrida Missão da Equipe de Espiões: Carimbar os palitos de prêmios de outros membros e se fazer parte da equipe com o maior número de palitos no fim da corrida |
| 500      | 26 de abril de 2020     | Choi Yoo-jung (Weki Meki), Chungha, Lee Mi-joo (Lovelyz), Park Cho-rong e Yoon Bo-mi (Apink) | Coletar dicas para identificar e eliminar o fantasma ganancioso antes que ele elimine todos os membros |
| 501      | 3 de maio de 2020       | Ha Yeon-joo, Kwak Si-yang, Lee Yi-kyung e Park Hyo-joo                                       | Missão dos participantes: Identificar e prender corretamente pelo menos 2 participantes ilegais e estar entre os 5 primeiros no fim da corrida para receber um prêmio Missão dos participantes ilegais: Obter pelo menos 2 Participantes Ilegais no top 5 no fim da corrida e evitar ser preso |
| 502      | 10 de maio de 2020      | Jun Hyo-seong e Mingyu (Seventeen)                                                           | Missão do Aniversariante Kim Jong-kook: Identificar corretamente as missões ocultas dadas à equipe da missão para receber voltas na roleta com base no número de palpites corretos Missão da Equipe: Executar missões ocultas sem ser descoberto por Jong-kook, para ganhar Running Balls que podem ser dadas a outros membros e evitar ser pego pela máquina Running Ball para pagar pelos prêmios |